# Holocaust

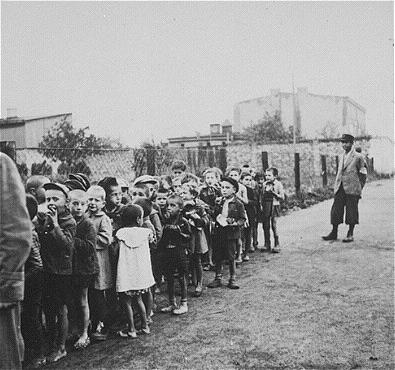
Joodse kinderen worden verzameld voor deportatie

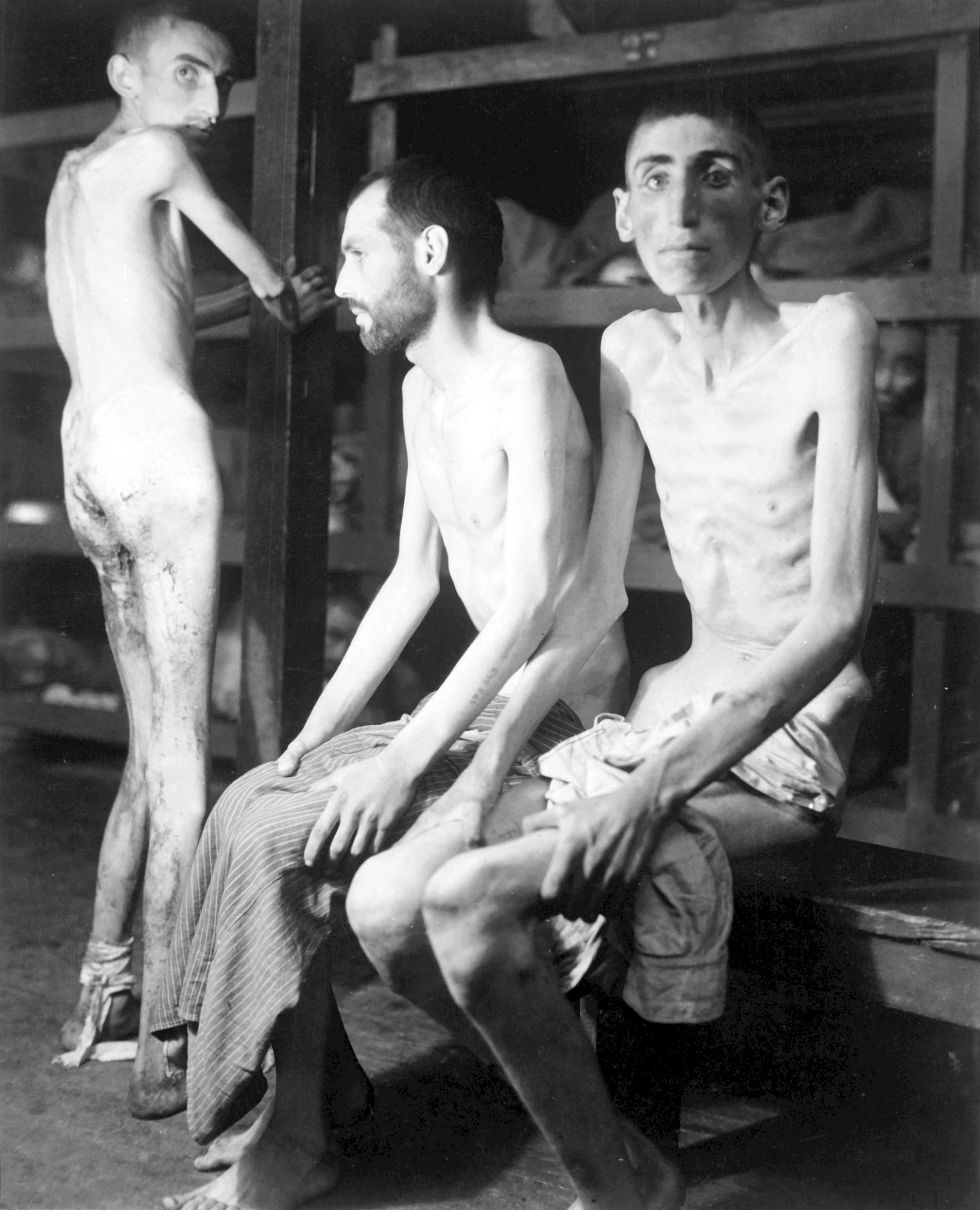
Ondervoede gevangenen in Buchenwald

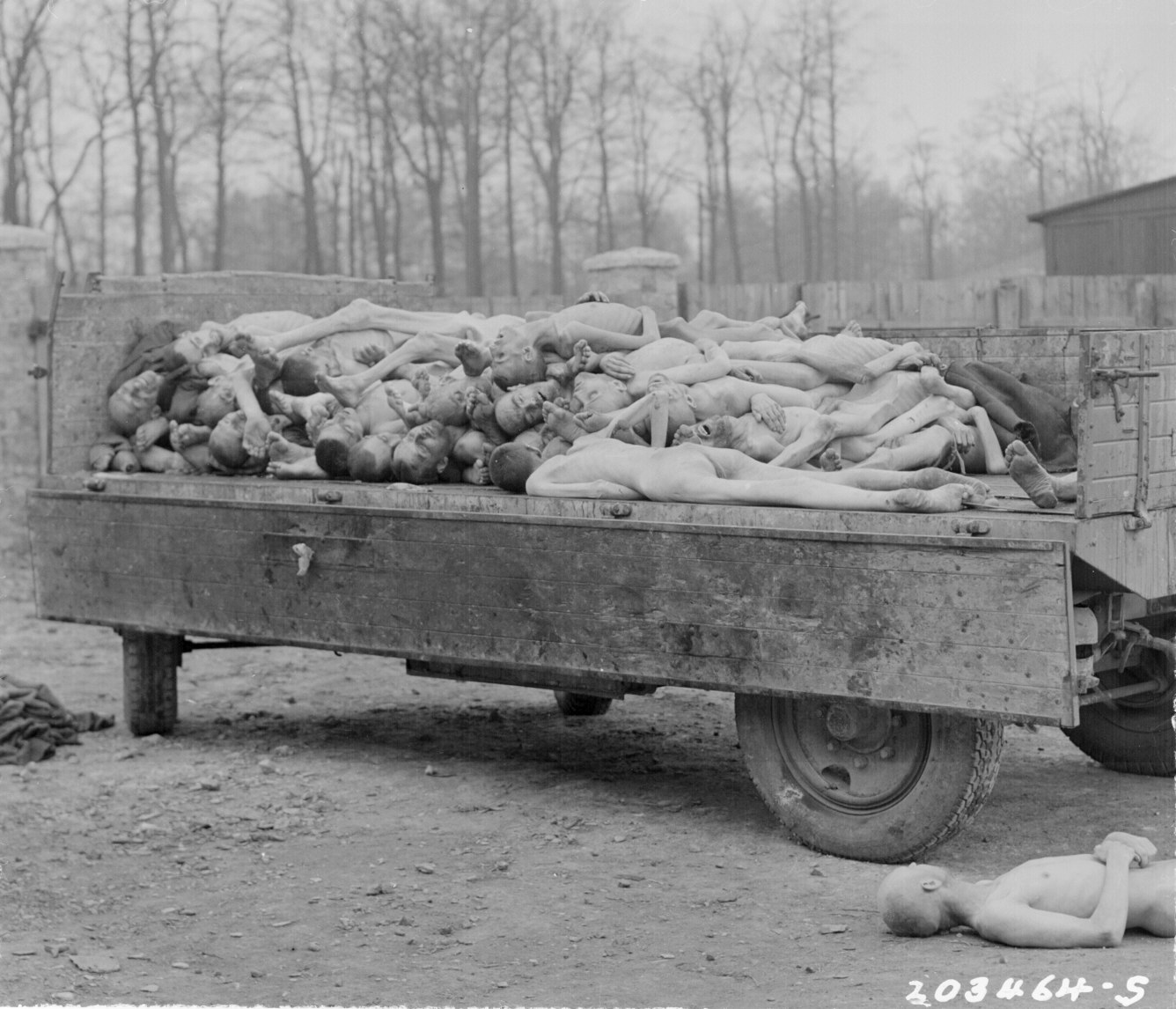
Een aanhanger met lijken in Buchenwald

De Holocaust, ook wel Shoah, Shoa of Sjoa (Hebreeuws: השואה Ha-Shoáh "de Ramp") genoemd, was de systematische Jodenvervolging en genocide door de nazi's en hun bondgenoten voor en tijdens de Tweede Wereldoorlog. Tijdens de overheersing door nazi-Duitsland werden er tussen de 5,1 en 6 miljoen Europese Joden vermoord. De moorden vonden grotendeels plaats in vernietigingskampen in gaskamers voornamelijk Auschwitz-Birkenau, Treblinka, Belzec, Sobibor en Chełmno in het bezette Polen en bij massa-executies door Einsatzgruppen. Bij afzonderlijke nazivervolgingen kwamen evenveel of zelfs meer niet-Joodse burgers en krijgsgevangenen om het leven. De term Holocaust wordt soms gebruikt om de vervolging van deze andere groepen aan te duiden.
De nazi's ontwikkelden hun ideologie gebaseerd op racisme en het nastreven van "leefruimte" en grepen begin 1933 de macht. Bedoeld om alle Duitse joden te dwingen, ongeacht de middelen, om te proberen te emigreren, voerde het regime anti-joodse wetten in, moedigde intimidatie aan en orkestreerde een landelijke pogrom in november 1938. Nadat Duitsland in september 1939 Polen binnenviel, begonnen de bezettingsautoriteiten getto's op te richten om joden te segregeren. Na de invasie van de Sovjet-Unie in juni 1941 werden 1,5 tot 2 miljoen joden doodgeschoten door Duitse troepen en lokale collaborateurs.
Later in 1941 of begin 1942 besloten de hoogste niveaus van de Duitse regering om alle Joden in Europa te vermoorden. Slachtoffers werden per spoor gedeporteerd naar vernietigingskampen waar, als ze de reis overleefden, de meesten werden gedood met gifgas. Andere Joden bleven werken in werkkampen waar velen stierven door verhongering, mishandeling, uitputting of werden gebruikt als proefpersonen in dodelijke medische experimenten. Hoewel veel Joden probeerden te ontsnappen, was overleven in de onderduik moeilijk vanwege factoren zoals het gebrek aan geld om helpers te betalen en het risico op verraad. De eigendommen, huizen en banen van vermoorde Joden werden herverdeeld onder de Duitse bezetters en andere niet-Joden. Hoewel de meerderheid van de slachtoffers van de Holocaust stierf in 1942, ging het doden in een lager tempo door tot het einde van de oorlog in mei 1945.
Veel Joodse overlevenden emigreerden na de oorlog buiten Europa. Een paar Holocaust-daders kregen te maken met strafprocessen. Er zijn miljarden dollars aan herstelbetalingen betaald, hoewel deze niet voldeden aan de verliezen van de Joden. De Holocaust is een centraal onderdeel geworden van het westerse historische bewustzijn als symbool van het ultieme menselijke kwaad.

## De term Holocaust

### Etymologie
Het woord holocaust betekent "brandoffer" en is afgeleid van het Oudgriekse woord ὁλόκαυστον (holókauston), dat letterlijk 'geheel verbrand' betekent. Dit was in de oudheid een aanduiding voor een brandoffer aan een godheid. Het woord holocaust bestond in die betekenis ook in het Middelnederlands in de 14e eeuw, maar is daarna in onbruik geraakt.

### Betekenisverschuiving en toepassing
Volgens het Oxford English Dictionary stamt de oudste bekende Engelse vermelding van het woord holocaust in de zin van massamoord uit 1833, toen de Schotse journalist Leitch Ritchie in een beschrijving van de oorlogen van de Franse middeleeuwse koning Lodewijk VII vertelde dat die "eens een holocaust maakte van dertienhonderd mensen in een kerk", een massamoord met vuur op de inwoners van Vitry-le-François in 1142. In de vroege 20e eeuw, voorafgaand aan de Tweede Wereldoorlog, gebruikten Winston Churchill en andere contemporaine schrijvers het om te verwijzen naar de Armeense Genocide tijdens de Eerste Wereldoorlog. Er wordt verwezen naar de Armeense Genocide in de titel van het gedicht "The Holocaust" (gepubliceerd als boekje in 1922) en het boek The Smyrna Holocaust (1923) gaat over het verbranden van en massamoorden op Armenen. De eerste keer dat het woord 'holocaust' in het Engels werd toegepast op de genocide door de nazi's was in 1942, maar pas in de jaren 50 van de 20e eeuw hebben historici de geschiedkundige term 'de Holocaust' (met bepaald lidwoord en hoofdletter) ingevoerd. Algemeen wordt aangenomen dat door de Amerikaanse televisieserie Holocaust (van de Joods-Amerikaanse regisseur Gerald Green), voor het eerst uitgezonden in de VS van 16 tot 19 april 1978 en later ook in tal van Europese landen, de belangrijkste bijdrage heeft geleverd aan het populariseren van de term in deze betekenis in de meeste talen, waaronder het Nederlands. Van Dales Groot Woordenboek der Nederlandse Taal, tiende druk (1976), vermeldt onder Holocaust nog slechts de betekenis brandoffer.

### Andere termen
Als alternatief voor Holocaust wordt met name door Joden de term Sjoa (שואה = ramp, totale vernietiging) gebruikt, ingevoerd door de staat Israël in 1951. Zo heet de jaarlijkse herdenking Jom Hasjoa.
De kopstukken van de NSDAP zelf gebruikten de term Endlösung der Judenfrage (definitieve oplossing van het Jodenvraagstuk), een term die al bestond sinds de 19e eeuw, maar pas in de loop van 1941 de betekenis zou krijgen van 'uitroeiing van de Europese Joden' en met de Wannseeconferentie (20 januari 1942) een definitievere vorm kreeg.

### Discussie over meetellen niet-Joodse slachtoffers

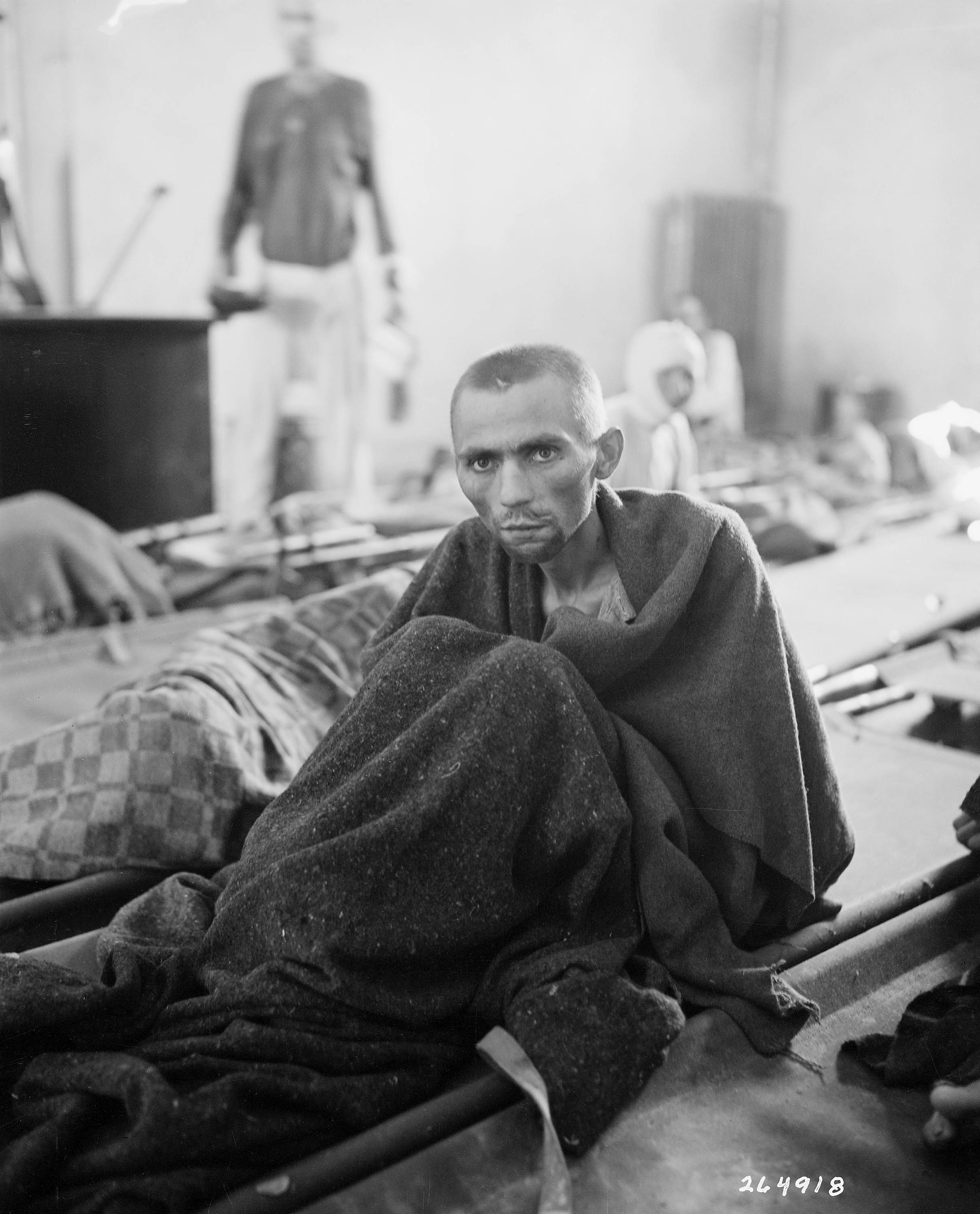
Ondervoede gevangene in Mauthausen-Gusen, Oostenrijk, waar vooral politieke tegenstanders zaten.

Naast ongeveer 6 miljoen Joden hebben de nazi's ook ongeveer 5 miljoen andere mensen vermoord. Wetenschappers zijn verdeeld over de vraag of de term 'Holocaust' zou moeten worden toegepast op alle slachtoffers van nationaalsocialistische massamoord, waarbij sommigen het als synoniem voor Sjoa of de Endlösung der Judenfrage gebruiken, terwijl anderen ook de moord op Roma en Sinti (zigeuners), Polen en andere Slaven, de dood van Sovjet-krijgsgevangenen, homoseksuele mannen, Jehova's getuigen, gehandicapten, geestelijk gehandicapten, en politieke tegenstanders (willen) meetellen. Hierbij is ook de vraag of de gehele periode van 1933 tot 1945 moet worden bekeken of alleen de oorlogsperiode na 1939 en vooral 1941.
- Contra: De Tsjechisch-Israëlische historicus Yehuda Bauer stelt dat de Holocaust alleen maar over Joden zou moeten gaan, omdat de nazi's van plan zouden zijn geweest om alleen de Joden helemaal uit te roeien en de andere groepen niet.[10] Het meetellen van niet-Joodse slachtoffers van de nazi's bij de Holocaust wordt afgewezen door verschillende personen zoals de Joodse Holocaustoverlevende Elie Wiesel en organisaties zoals Yad Vashem, een Israëlische staatsinstelling in Jeruzalem die in 1953 is opgericht om slachtoffers van de Holocaust te herdenken.[11] Volgens hen sloeg het woord oorspronkelijk op de uitroeiing van de Joden en was de Joodse Holocaust een misdaad van een dergelijk grote schaal, totaliteit en specificiteit en de climax van een lange geschiedenis van Europees antisemitisme, dat het niet zou moeten worden ondergebracht in een algemene categorie met de andere misdaden van de nazi's.[11]
- Pro: De Britse historicus Michael Burleigh en de Duitse historicus Wolfgang Wippermann stellen dat, hoewel alle Joden slachtoffer waren, de Holocaust de grenzen van de Joodse gemeenschap oversteeg – andere mensen deelden in het tragische lot van slachtofferschap.[12] De voormalige Hongaarse minister voor Roma-zaken László Teleki past de term Holocaust toe op zowel de moord op Joden als Roma door de nazi's en hun bondgenoten.[13] In The Columbia Guide to the Holocaust gebruiken de Amerikaanse historici Donald Niewyk en Francis Nicosia de term voor Joden, zigeuners en gehandicapten.[14] Amerikaans historicus Dennis Reinhartz heeft beweerd dat zigeuners de belangrijkste genocideslachtoffers waren in Kroatië en Servië tijdens de Tweede Wereldoorlog en noemt dit daarom "de Balkanholocaust 1941–1945".[15]

## Aantal slachtoffers

### Definitiebreedte, onderzoeken en schattingen

Voorbeeld van een ruwe procentuele schatting van Holocaustdoden volgens een brede definitie met inbegrip van niet-Joden, zoals Roma, Slaven, Sovjet-krijgsgevangen en politieke tegenstanders (klik voor meer details).

Het precieze aantal slachtoffers is niet bekend, er worden verschillende schattingen gemaakt op grond van het beschikbare bewijsmateriaal. Het totale aantal hangt vooral af van welke definitie van "de Holocaust" er wordt gehanteerd. Volgens Donald Niewyk en Francis Nicosia wordt de term gewoonlijk gedefinieerd als de massamoord op meer dan vijf miljoen Europese Joden. Ze zeggen echter ook dat 'niet iedereen dit een geheel bevredigende definitie vindt'. Volgens de Britse historicus Martin Gilbert ligt het totaal aantal slachtoffers net onder de zes miljoen — circa 78 procent van de 7,3 miljoen Joden in het bezette Europa destijds. Timothy D. Snyder schreef dat "de term Holocaust soms wordt gebruikt op twee verschillende manieren: voor alle Duitse moordprogramma's tijdens de oorlog of voor iedere vorm van onderdrukking van de Joden door het naziregime." Wichert ten Have en Maria van Haperen van het NIOD Instituut voor Oorlogs-, Holocaust- en Genocidestudies stelden dat het doel van de Holocaust "het vermoorden van de Europese Joden en het vernietigen van het Joodse volk als zodanig" was, maar zeggen erbij dat "andere auteurs ervoor pleiten om andere vervolgde groepen als de Roma ook als slachtoffers van de Holocaust te beschouwen".
Bredere definities omvatten ook de twee à drie miljoen Sovjet-krijgsgevangen die zijn gestorven ten gevolge van mishandeling door het racistische nazibeleid, twee miljoen niet-Joodse etnische Polen die door de omstandigheden van de nazibezetting zijn omgekomen, 90.000 tot 220.000 Roma, 270.000 mentaal en fysiek gehandicapten in het Duitse eugeneticaprogramma, 80.000 tot 200.000 vrijmetselaars, 20.000 tot 25.000 Slovenen, 5000 tot 15.000 homoseksuelen, 2500 tot 5000 Jehova's getuigen en 7000 Spaanse republikeinen, waarmee het dodental uit zou komen op ongeveer 11 miljoen. De breedste definitie zou ook zes miljoen Sovjet-burgers omvatten die stierven als gevolg van oorlogsgerelateerde honger en ziekten, waardoor het dodental zou oplopen tot 17 miljoen. Een onderzoeksproject dat van 2000 tot 2013 werd uitgevoerd door het United States Holocaust Memorial Museum schatte dat in heel Europa 15 tot 20 miljoen mensen zijn omgekomen of opgesloten in kampen of andere omstandigheden.
Over de periodisering bestaan ook meningsverschillen. Microsoft Encarta stelt dat de Holocaust gebeurde vanaf de Machtergreifung op 30 januari 1933 tot V-dag op 8 mei 1945 (overgave van Duitsland), onder te verdelen twee perioden: januari 1933 tot september 1939 (sociale uitsluiting van de Joden) en van september 1939 tot mei 1945 (totale vernietiging van de Joden). Anderen zeggen dat de Holocaust pas begon in de herfst van 1941, toen de nazi's daadwerkelijk overgingen tot het uitvoeren van massamoord op de Joden.

### Joodse slachtoffers

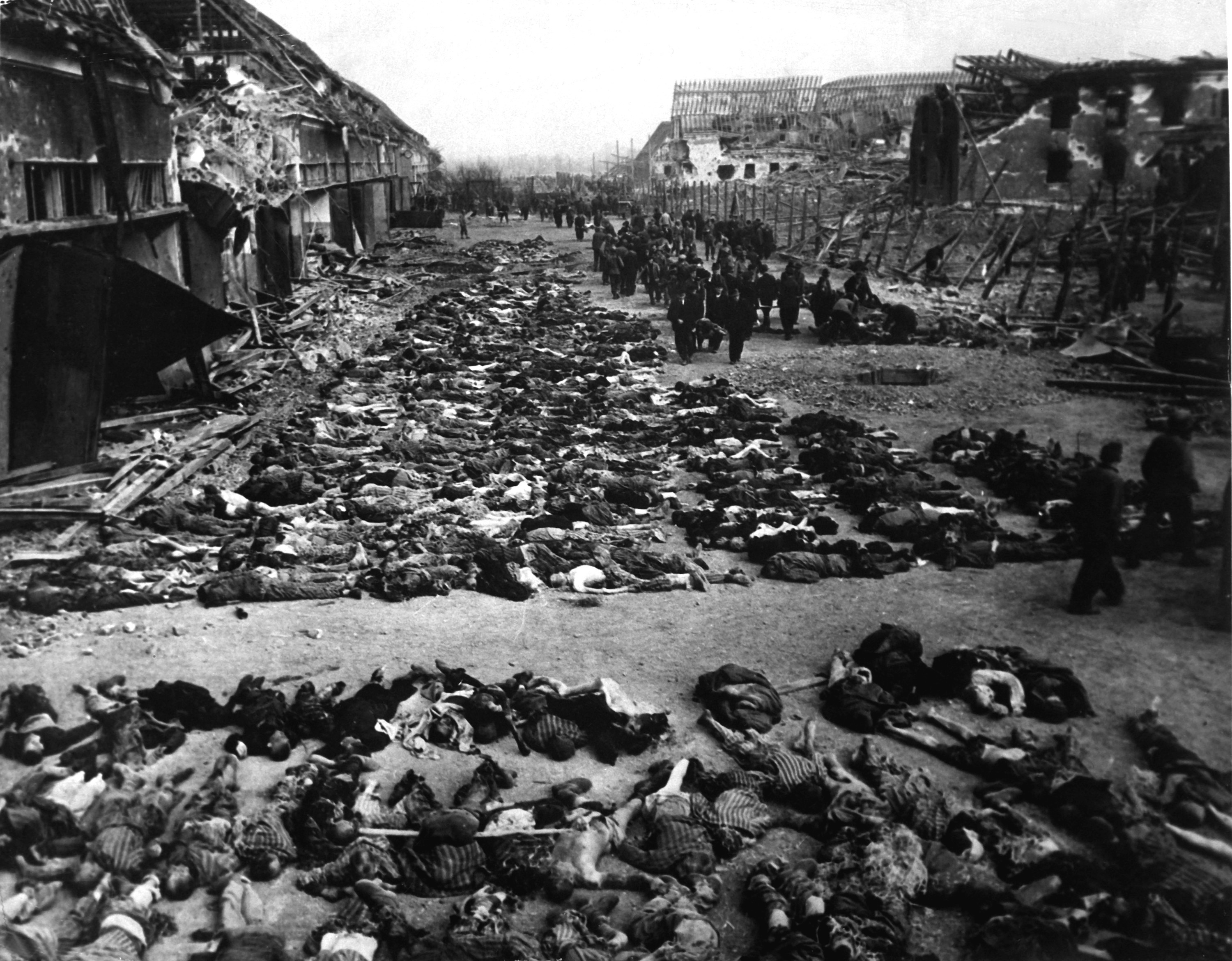
Holocaustslachtoffers in Mittelbau-Dora

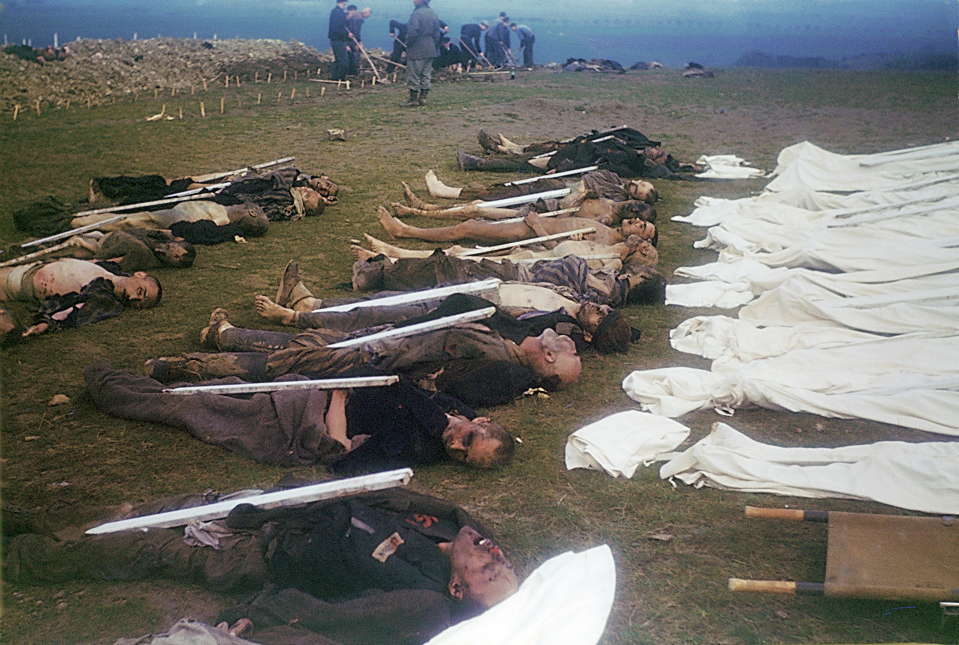
Slachtoffers van de Holocaust bij Buchenwald-Ohrdruf

Volgens de betrouwbaarste schattingen ligt het totaal aantal vermoorde Joden tussen de 5,1 en iets meer dan 6 miljoen.
Naoorlogse schattingen per land (grenzen van voor de oorlog):
| Land              | Aantal slachtoffers         | Percentage |
| ----------------- | --------------------------- | ---------- |
| Polen             | 3.000.000                   | 91%        |
| Sovjet-Unie       | 700.000 - 1.000.000         | 36%        |
| Roemenië          | 270.000 - 300.000 - 350.000 | 84%        |
| Tsjecho-Slowakije | 260.000                     | 80%        |
| Hongarije         | 180.000 - 270.000           | 74%        |
| Duitsland         | 130.000 - 165.000           | 36%        |
| Litouwen          | 130.000 - 160.000           | 85%        |
| Nederland         | 102.000                     | 71%        |
| Frankrijk         | 75.000                      | 22%        |
| Letland           | 67.000 - 70.000             | 84%        |
| Joegoslavië       | 60.000 - 65.000             | 81%        |
| Griekenland       | 59.000                      | 87%        |
| Oostenrijk        | 50.000 - 65.000             | 35%        |
| België            | 25.000                      | 45%        |
| Italië            | 7000 - 9000                 | 17%        |
| Luxemburg         | 1200                        | 55%        |
| Estland           | > 1000                      | 44%        |
| Noorwegen         | 758                         | 45%        |
| Denemarken        | 60                          | 1%         |

Chronologisch zijn de slachtofferaantallen als volgt in te delen:
| Jaar/periode | Aantal    |
| ------------ | --------- |
| 1933-1940    | < 100.000 |
| 1941         | 1.100.000 |
| 1942         | 2.600.000 |
| 1943         | > 600.000 |
| 1944         | > 600.000 |
| 1945         | > 100.000 |

### Niet-Joodse slachtoffers van het naziregime
Naast Joden werden ook andere groepen al dan niet systematisch vermoord, zoals homoseksuelen, Esperantisten, zigeuners, "economisch onwaardigen", Russen, etnische Polen, gehandicapten, Jehova's getuigen, Vrije Bijbelonderzoekers, vakbondsleden, vrijmetselaars, communisten, Spaanse republikeinen, Serven, Quakers en mensen die zich verzetten tegen de nazi's. Het totaal aantal vermoorde niet-Joden wordt geschat op 5 tot 11 miljoen mensen.

## Achtergrond

### Toedracht
Waarom de nazi's en hun bondgenoten precies overgingen tot het op grote schaal vermoorden van Joden, homoseksuelen, zigeuners en 'economisch onwaardigen' als fysiek en mentaal gehandicapten, en hoe de burgerbevolking hier grotendeels in meeging, is onderwerp van debat. Dit werd onder meer gevoerd door Daniel Goldhagen met zijn boek Hitlers gewillige beulen. Duidelijk is wel dat Adolf Hitlers felle antisemitisme de 'motor' was die het nationaalsocialisme schuldig maakte aan etnische zuivering of volkerenmoord.
Een genocide op zo grote schaal was slechts mogelijk doordat een aantal factoren gelijktijdig speelden in delen van Europa, en met name Duitsland:
- De aanwezigheid of de stabiele installatie van een dictatuur zonder controle of voorhanden zijnde scheiding van de verschillende staatsmachten.
- Geografisch sterk verspreid aanwezig latent en soms virulent antisemitisme, sterk verankerd in de christelijke cultuur van Europa.

### De aanloop naar de Holocaust

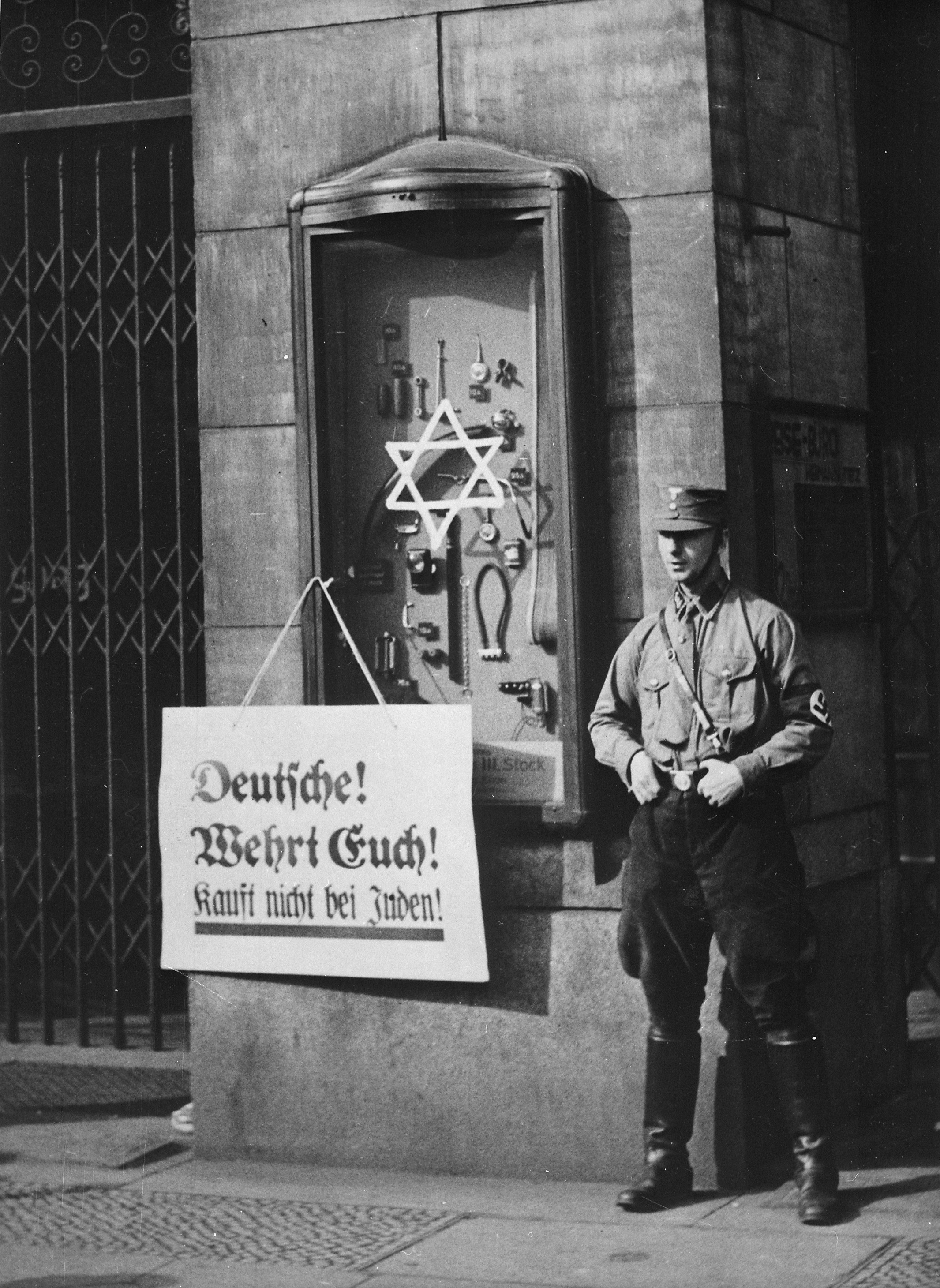
"Duitsers, verweer je! Koop niet bij Joden." (Berlijn, tijdens de boycot van Joodse ondernemingen op 1 april 1933).

Aan het einde van de Eerste Wereldoorlog was de economie van het Duitse Keizerrijk uitgeput en het leger stond op instorten. Uiteindelijk ontketenden soldaten en arbeiders de Novemberrevolutie, waarbij de keizer werd afgezet en de Weimarrepubliek werd uitgeroepen. De sociaaldemocratische interim-regering sloot eerst een wapenstilstand en uiteindelijk het Verdrag van Versailles met de Geallieerden. Miljoenen Duitsers voelden zich zwaar vernederd dat men de strijd had verloren. Om de verantwoordelijkheid voor de nederlaag af te wentelen, verzon de Duitse legerleiding de Dolkstootlegende, volgens welke het Duitse leger de oorlog helemaal niet verloren had, maar was verraden door de marxisten. Aangezien Karl Marx een Jood was, meende Hitler dat het marxisme een Joods complot was en dat de vernedering van Duitsland dus de schuld van de Joden was. In Mein Kampf (1924) beweerde hij dat de oorlog niet zou zijn verloren als de Duitsers "twaalf- tot vijftienduizend van deze Hebreeuwse volksbedervers een paar gifgasaanvallen had laten doormaken".
Antisemitisme en antiziganisme waren altijd al onderdeel geweest van het NSDAP-partijprogramma, waarin Hitlers ideeëngoed een steeds belangrijkere rol speelden. Dit antisemitisme werd nog verder gevoed door de naoorlogse hyperinflatie van 1919–23 vanwege de gedachte dat Joden zich vaak in de bankiers- en zakenwereld bevonden. Niet alleen Hitler, maar ook vele kopstukken van zijn partij waren antisemiet. Julius Streicher spande met zijn radicale partijblad Der Stürmer de kroon: soms waren zijn ideeën zelfs de nazi's wat te gortig. De nazi's zagen de Joden als "bacillen", die de Duitse natie "ziek maakten" en "ondermijnden".
Toen Adolf Hitler in 1933 aan de macht kwam, was er in het land wel zeker latent antisemitisme, dat door de NSDAP en de SA werd uitgebuit. Toch was dit zeker niet hetzelfde antisemitisme als dat van de NSDAP. Het antisemitisme in Duitsland was eerder economisch van aard en ging beslist niet zo ver dat men de Joden wilde uitroeien of verwijderen. Veel Joden integreerden in de Duitse samenleving en werden dan ook niet meer als Jood gezien. Het antisemitisme van de NSDAP was hoofdzakelijk beïnvloed door het antisemitisme in Oostenrijk en Sudetenland, dat veel radicaler was. Hitler had zelf jaren in Wenen gewoond, waar de Duitssprekenden zich bedreigd voelden door de groeiende aanwezigheid van de niet-Duitssprekenden en Joden. Hier kwamen groeperingen op die betoogden dat er een "Joods ras" bestond dat inferieur was aan het "Germaanse ras" en dat dit ras en diens zuiverheid "ondermijnde". Dit was het antisemitisme dat de NSDAP propageerde, en dat al in de 19e eeuw radicalere oplossingen voorstond.
Met de groei van de NSDAP groeide ook het radicalere antisemitisme dat zij voorstonden. Veel nieuwkomers in de NSDAP sloten zich om andere redenen aan, maar namen het antisemitisme wel voor lief en deden er na enige tijd door de groepsdruk ook aan mee. Veel NSDAP-stemmers stemden eveneens niet primair uit antisemitisme op deze partij maar lieten zich er ook niet door weerhouden op hen te stemmen. Nazilectuur zoals de Völkischer Beobachter bereikten een steeds grotere oplage en daarmee bereikte en beïnvloedde hun antisemitisme een steeds groter publiek.
Dit toenemend antisemitisme leidde tot een uitstroom van Joden uit Duitsland en de bezette gebieden, die voortduurde tot de oorlog uitbrak waardoor vlucht zwaar werd bemoeilijkt. De meeste landen (met de semi-onafhankelijke Filipijnen als belangrijke uitzondering) waren niet erg scheutig Joodse vluchtelingen toe te laten. Ze werden tegengehouden aan de grens of in havens, geïnterneerd, teruggestuurd, of in het niemandsland aan de grens aan hun lot overgelaten. Door de toenemende spanningen met de Arabische bevolking, stonden ook de Britten de migratie naar mandaatgebied Palestina steeds minder toe.

### De Neurenberger rassenwetten
De weg naar de Holocaust/Shoa begon met door de regering en partij aangemoedigde pesterijen door radicale elementen. Deze pesterijen omvatten onder andere uitschelden, belachelijk maken, molestaties en zo nu en dan ook moord. Wanneer het te gortig werd, werd van bovenaf "ingegrepen", waarna de regering de radicalen "tevreden stelde" met antisemitische maatregelen om "verder geweld te voorkomen". Dit culmineerde uiteindelijk in de "Neurenberger wetten" van 1935. Dit omvatte een pakket discriminerende maatregelen alsmede regelgeving die bepaalde wie er wel en wie niet een Duitser of Jood was. Door die nieuwe wetgeving raakten Joden hun burgerrechten kwijt en werden huwelijken tussen Joden en niet-Joden verboden. In de jaren dertig was de nazipartij zeer populair en werd het antisemitisme "op de koop toe genomen", ook door degenen die niet antisemiet waren. Men veronderstelde bovendien dat de ideologie mettertijd zou verzwakken nu de NSDAP regeerde, wat tijdens de Olympische Spelen van 1936 ook werkelijk leek te gebeuren. De NSDAP had echter de pesterijen doelbewust tegengehouden om de schone schijn tijdens de Spelen op te houden. 
Na 1936 gingen de maatregelen en pesterijen weer door. Naarmate de controle van de NSDAP over de maatschappij door de Gleichschaltung groeide durfden steeds minder mensen zich er openlijk tegen uit te spreken. Men deed ofwel aan de pesterijen mee, of men keek gewillig een andere kant uit. In 1937 kwam het boek Der Ewiger Jude (De eeuwige jood) uit, een antisemitisch werk samengesteld door Franz Eher Nachfolger GmbH, de pro-NSDAP uitgeverij van Max Ammann. Het Ministerie van Propaganda maakte datzelfde jaar nog een op het boek gebaseerde tentoonstelling. Dit werd in verband gelegd met een verdere toename van antisemitisch geweld, dat de opmaat vormde tot de Kristallnacht. In 1940 zou naar aanleiding van het boek en de tentoonstelling ook een film uitkomen. Er zijn overigens in opdracht van de NSDAP meerdere antisemitische films uitgebracht, naast de stroom van antisemitische lectuur.
Op 10 november 1938 vond na de moord op Vom Rath de Reichskristallnacht of kortweg Kristallnacht plaats. Duizenden SA-mannen in burger overvielen Joodse huizen en winkels, stichtten brand in synagogen en sloegen Joden in elkaar. Dit leidde tot het buiten de economie plaatsen van de Joden en het opleggen van een boete van 1 miljard mark aan de Joodse gemeenschap, aangezien volgens de regering de Joden de aanstichters waren. Buitenlandse kritiek werd gepareerd met de mededeling dat dit een uiting was van het gezonde volksoordeel, het "Gesundes Volksempfinden". Overigens werden de gemixte reactie van de Duitse en de ronduit afwijzende reactie van de internationale opinie door de regering als tegenslag gezien, en Goebbels (zelf de aanstichter) zou een voorzichtiger en minder openlijke aanpak propageren.

## De "oplossing"

### Inleiding
Gedurende de jaren 1930 en vroege jaren 1940 hebben de nazi's veel overlegd en verschillende strategieën gehanteerd om een 'oplossing voor het Joodse vraagstuk' te vinden en verwezenlijken. Deze vallen ruwweg in te delen in assimilatie, emigratie, deportatie en uitroeiing. Net als de andere drie werd uitroeiing overwogen, maar lange tijd gezien als onwenselijk of onuitvoerbaar. Pas toen de andere plannen waren mislukt, werd dit in 1941 de definitieve oplossing (Endlösung).

### Migratie
In de jaren 1938-1941 werd gewerkt aan een oplossing waarbij Joden naar een bepaald gebied gezonden zouden worden. Eén optie was Brits Palestina, een andere was Madagaskar. Met name na de overwinning op Frankrijk zouden veel nazi's het Madagaskarplan aanhangen, maar dit was zolang de oorlog duurde niet haalbaar. De Britse marine beheerste de zee en de Duitsers durfden niet te veel druk op de Fransen uit te oefenen om ze hun kolonie te laten afstaan. De uiteindelijke bezetting van het eiland door geallieerde troepen zorgde dat dit plan definitief van de agenda verdween. Een verdere stap in de richting van genocide was het idee Joden als gijzelaars te gebruiken om de Verenigde Staten buiten de oorlog te houden.
De aanval op de Sovjet-Unie opende nieuwe mogelijkheden voor de nazifilosofen. Nu konden ze alle Joden uit Groot-Duitsland en zijn satellieten naar Siberië sturen, waar ze "zouden creperen". Immers, wanneer ze het "te gemakkelijk" hadden, zouden de Joden in een nieuwe Joodse staat wellicht een bedreiging vormen. Daarom konden ze volgens de nazi's maar beter creperen. In het oosten ontstonden de eerste kampen voor Joden, maar na de nederlaag bij Moskou bleek dat de optie om de Joden naar Sovjetgebied te deporteren voorlopig niet haalbaar was.
Het Ha'avara-Abkommen (Ha'avara is Hebreeuws voor overdracht; Abkommen is Duits voor overeenkomst) is een overeenkomst die op 25 augustus 1933 na drie maanden onderhandelen werd gesloten tussen de Jewish Agency, de Zionistische Vereinigung für Deutschland en het Duitse ministerie van economische zaken. Met deze overeenkomst werd vastgelegd hoe Joodse Duitsers die naar Palestina wilden emigreren een deel van hun vermogen mee konden nemen.

### Getto's

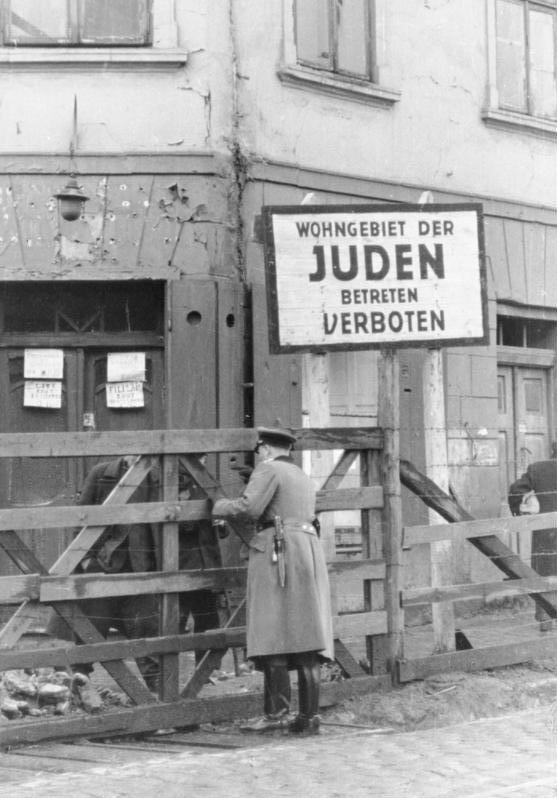
Getto van Łódź: "Woongebied der Joden. Betreden verboden." (1941)

In bezet Polen begonnen ondertussen de gouwleiders van oostelijke gouwen als Wartheland en Danzig-Westpruisen hun gouwen "Judenrein" (vrij van Joden) te maken door Joden naar het General-Gouvernment (de door de Duitsers geïnitieerde Poolse rompstaat) te deporteren. De nieuwe gouwen werden gezien als mogelijkheid om een ideale nazi-samenleving te creëren. Daarbij hoorde uiteraard het "verwijderen" van "ongewenste elementen", waaronder Joden. Tussen de gouwleiders ontstond een zekere competitie over wie de meest genazificeerde gouw had. In de Poolse grote steden ontstonden hierdoor getto's: overvolle afgebakende woonwijken waar de Joden onder de meest onhygiënische omstandigheden moesten wonen.

### Moord
Uitroeiing of vernietiging werd meer en meer als de beste optie gezien, bovendien kostte het deporteren en opsluiten van de Joden geld en voedsel. Verschillende manieren werden overwogen. Doodschieten "kostte te veel kogels", en bovendien was het voor de beulen "geestelijk te belastend". Ook het gebruik van explosieven werd overwogen, maar dit leidde ertoe dat de lichaamsdelen her en der verspreid raakten, wat eveneens tot zenuwziektes bij het kamppersoneel kon leiden. Vergassing zag men als oplossing. Aanvankelijk geschiedde dit nog met koolmonoxide. Speciale gaswagens werden ingezet. De Joden werd verteld dat ze "op transport" gingen per vrachtwagen, en vervolgens werden de uitlaatgassen de laadruimte ingeleid. De wagen reed nadien door naar een massabegraafplaats.
Eind augustus of begin september 1941 werd in Auschwitz een eerste proef gedaan met het insectenbestrijdingsmiddel Zyklon B. In een kelder van Blok 11 werden Russische krijgsgevangenen bijeen gedreven en blootgesteld aan Zyklon B. De dag erna werd de effectiviteit ervan gecontroleerd, waarbij bleek dat een groot deel van de gevangenen nog in leven was. Men verhoogde daarop de dosis. De SS liet gevangenen de lijken opruimen en verbranden in het crematorium. Na dit eerste experiment werd een tweede vergassing met Zyklon B uitgevoerd op een transport met Russische krijgsgevangenen. Zyklon B werd al gebruikt voor ontluizing, maar de extreme giftigheid van het middel bracht waarnemend commandant van Auschwitz Karl Fritzsch op het idee om het te gebruiken voor het vergassen van gevangenen.

### Endlösung
Hitler nam het besluit tot vernietiging van het Europese Jodendom (de zogeheten Endlösung der Judenfrage, ofwel de Eindoplossing van het Jodenprobleem) naar alle waarschijnlijkheid in september 1941. Tijdens de Wannseeconferentie in een villa aan de Wannsee nabij Berlijn in januari 1942 werd de logistieke uitvoering van het besluit besproken. Adolf Eichmann, een van de beruchtste betrokkenen bij de Holocaust, was een van de aanwezigen. Vanaf dat moment kon gesproken worden van een van tevoren beraamde en systematisch uitgevoerde genocide, voor zover deze feitelijk al niet aan de gang was. Overigens was er al eerder een systematische genocide aan de gang: het optreden van de beruchte Einsatzgruppen, die vlak achter de oprukkende Wehrmacht aan het Oostfront direct alle Joden en communisten oppakten en vermoordden in massale executies. Dit was op bevel van Berlijn georganiseerd en begon al in juli 1941, toen Hitler de Sovjet-Unie binnenviel.

## Vernietigings-, concentratie- en doorgangskampen

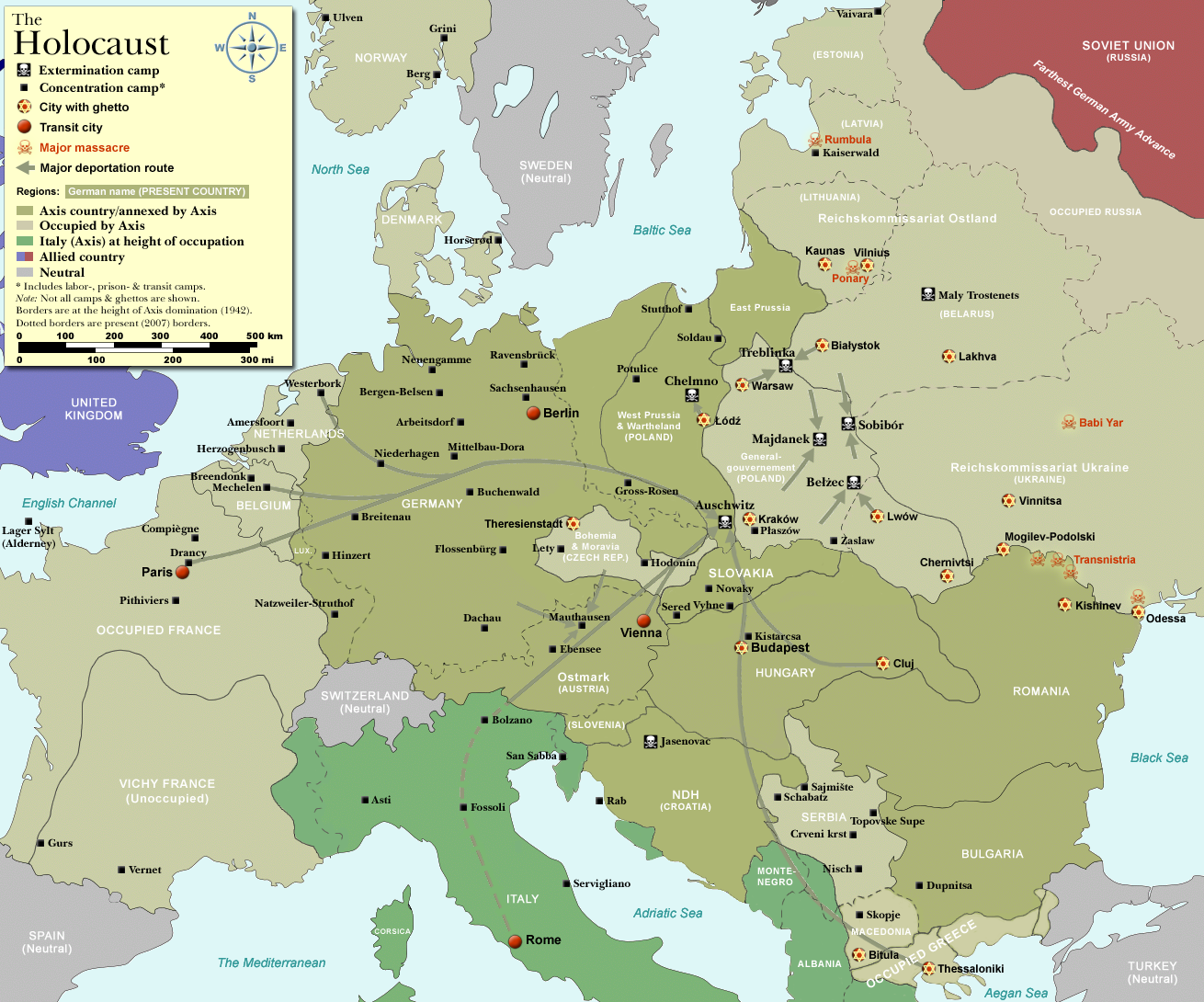
Concentratie- en vernietigingskampen, getto's en deportatieroutes

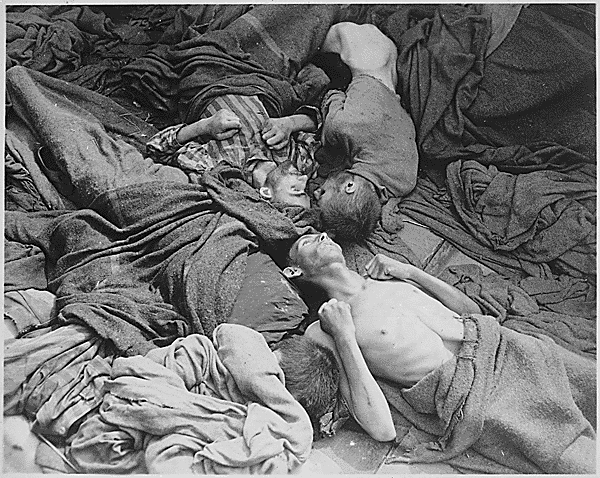
Sommige gevangenen stierven al onderweg naar de vernietigingskampen aan ondervoeding

### Vernietigingskampen
Voor de Endlösung werden vernietigingskampen ingericht. Deze kampen waren bedoeld om doelbewust en systematisch te vermoorden. Een vernietigingskamp is een kamp waar de meeste gevangenen onmiddellijk na aankomst vergast werden. Dit lot trof sowieso de zieken, ouderen en kinderen. De gevangenen die in leven gehouden werden, kregen verscheidene taken met als doel het kamp draaiende te houden. Die werkzaamheden varieerden van zware arbeid tot dienst in bijvoorbeeld de keukens. Uiteindelijk zouden ook deze gevangenen vergast worden. Deze kampen bevonden zich in het oosten van het Reich (in het huidige Polen) en werden bijgevolg ook door het Rode Leger bevrijd.
In totaal kregen zeven kampen de functie van vernietigingskamp, waarvan zes in Polen en één in Wit-Rusland. Deze zeven kampen waren:
- Chełmno
- Bełżec
- Treblinka II
- Sobibór
- Maly Trostenets
- Majdanek, tevens concentratiekamp
- Auschwitz II (Auschwitz-Birkenau)

### Concentratiekampen
Naast vernietigingskampen hadden de nazi's een groot aantal concentratiekampen, zoals Dachau (bij München) en Buchenwald (bij Weimar). Een concentratiekamp is niet hetzelfde als een vernietigingskamp. Zoals de naam impliceert is een concentratiekamp een werkkamp waar gevangenen geconcentreerd werden. De meeste doden vielen daar door het zware werk, ondervoeding, ziekten en mishandeling. Deze werkkampen kan men bijvoorbeeld vergelijken met de zogenoemde "goelags" in Sovjet-Russisch Siberië. In de jaren veertig werden veel concentratiekampen ook van gaskamers voorzien, waarna ook daar gevangenen vergast werden.

### Doorgangskampen
Naast de concentratie- en vernietigingskampen bestonden er ook de zogenoemde doorgangskampen. Dit waren kampen die opgezet werden om mensen te verzamelen en vervolgens in een wekelijks schema in speciale treinen op transport te stellen naar de vernietigingskampen. Westerbork is een voorbeeld van een doorgangskamp in Nederland. In België werd hiervoor de oude bestaande Kazerne Dossin te Mechelen gebruikt. In het Franse kamp Drancy, ten noorden van Parijs, werden tijdens de Tweede Wereldoorlog circa 65 duizend Joden vastgehouden, vooraleer zij naar het vernietigingskamp Auschwitz werden getransporteerd. Ook Theresienstadt was een doorgangskamp.

### Dodenmarsen
Tijdens de opmars van de Sovjettroepen werden de laatste nog bestaande kampen, die voornamelijk in Polen en Tsjechië lagen, vanaf eind 1944 gesloten. Daarbij werd door de nazi's vaak besloten de gevangenen niet achter te laten, maar hen te dwingen naar het westen af te marcheren. Degenen die te zwak, te oud of te jong waren, werden simpelweg geëxecuteerd. Deze zogenaamde dodenmarsen eisten nogmaals talloze slachtoffers. Schattingen gaan uit van ruim 250.000 doden.

## Houding ten opzichte van de Jodenvervolging

### Inleiding
In nazi-Duitsland en de door de Asmogendheden bezette Europese gebieden werd, afhankelijk van een aantal factoren, verschillend gereageerd op de vervolging van Joden en andere groepen. In sommige regio's, vooral waar een burgerlijk bestuur werd gevormd en er ideologisch gedreven SS'ers het bewind voerden, werd de vervolging met meer kracht doorgevoerd dan gebieden met een militair regime, waar deze minder prioriteit werd gegeven en verzet meer zin had. Ook hadden Joden meer kans op overleven in landen waar ook veel niet-Joden probeerden onder te duiken, bijvoorbeeld om dienstplicht in de Einsatzgruppen te ontlopen, zodat er makkelijker gebruik gemaakt kon worden van een reeds bestaand netwerk. Waar de nazi's actief of passief verzet ontmoetten, kon de Jodenvervolging soms deels worden gesaboteerd. Bestaand antisemitisme onder de lokale bevolking en overheden bevorderde dan weer de vervolging. Sommige vazalstaten van Duitsland (Hongarije, Roemenië) bezaten al een pro-nazi of antisemitische regering die meewerkte aan de vervolgingen, zelfstandig de Joden vervolgde, en soms ook eigen antisemitische wetgeving had afgekondigd. Ook de houding van belangrijke publieke figuren jegens de vervolgingen kon cruciaal uitpakken.

### Joods verzet

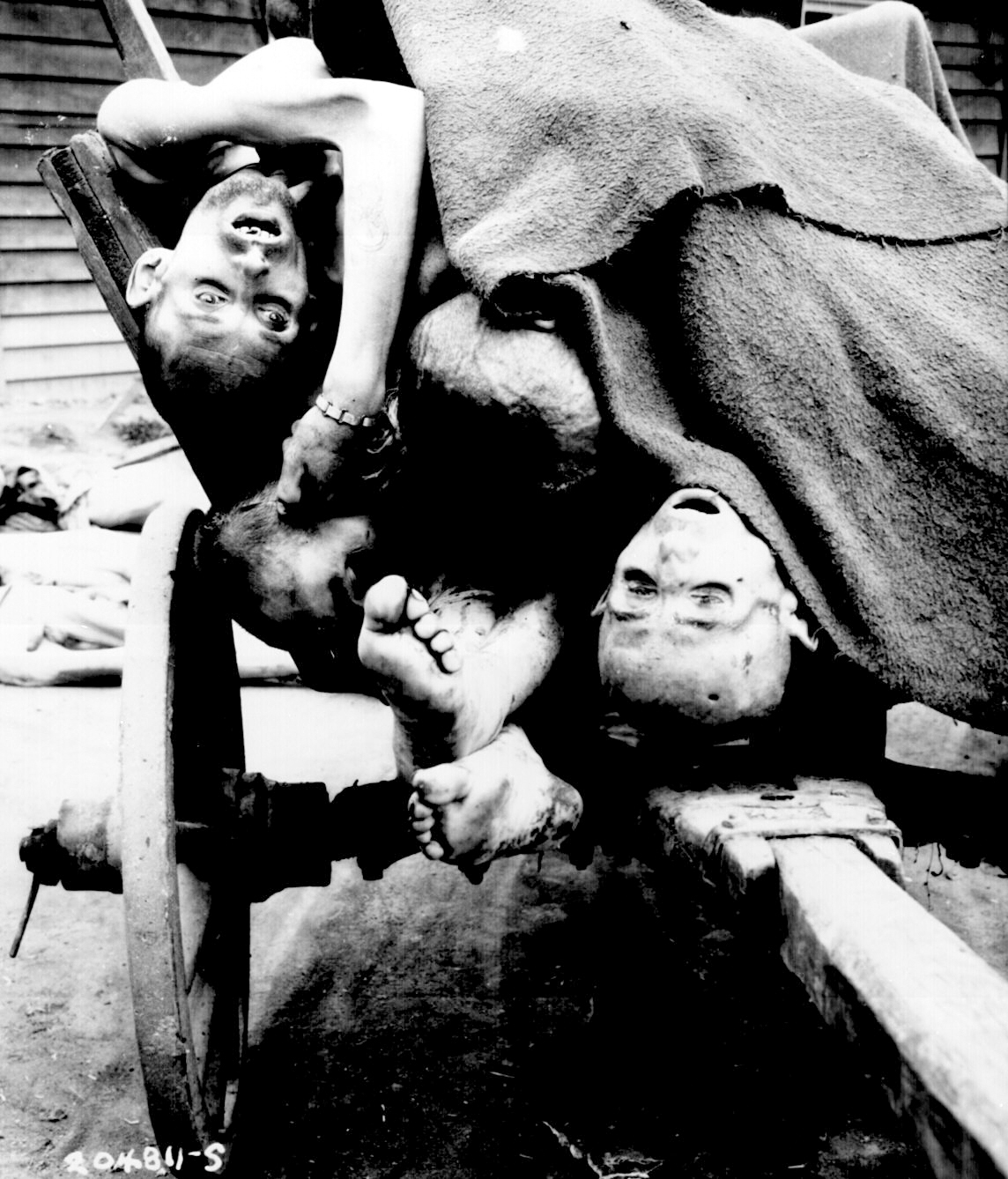
Dode lichamen in Mauthausen-Gusen, Oostenrijk. Veel verzetsstrijders kwamen hier aan hun eind.

De Joden zelf zijn een aantal malen in opstand gekomen. In 1943 kwam het getto van Warschau in opstand. In Auschwitz bliezen in oktober 1944 Joodse gevangenen een crematorium op met binnengesmokkelde explosieven. In oktober 1943 was er een geslaagde opstand in Sobibór: elf Duitse SS-officieren, onder wie de ondercommandant, werden gedood en ongeveer driehonderd van de zeshonderd gevangen ontsnapten. Ongeveer zestig daarvan hebben de oorlog overleefd. De ontsnapping bracht de nazi's ertoe het kamp te sluiten, waarschijnlijk uit angst voor bekendmaking. In Nederland zaten nogal wat politiek links-georiënteerde (socialistische en communistische) Joden in het verzet. Zij weigerden ook vaak de gehate Jodenster te dragen.
Op 19 april 1943, dezelfde dag waarop ook het getto van Warschau in opstand kwam, werd in België het twintigste treinkonvooi aangevallen door drie Jonge verzetslieden. Dit Jodentransport was vertrokken vanuit Mechelen met bestemming Auschwitz. Gewapend met één revolver, een stormlamp en rood papier dwongen drie studenten (Georges Livschitz, Robert Maistriau en Jean Franklemon) van het atheneum te Ukkel de trein te stoppen op de spoorlijn Mechelen–Leuven tussen Boortmeerbeek en Haacht. Dit is een uniek feit in de geschiedenis van de Holocaust. Nergens in Europa is tijdens de Tweede Wereldoorlog een bevrijdingsactie uitgevoerd op een Jodentransport.
Toen men in Denemarken de kleine Joodse gemeenschap trachtte te vervolgen, werd deze beschermd en uiteindelijk naar Zweden getransporteerd. Finland, bondgenoot van Duitsland uit opportunistische overwegingen, weigerde Joden te vervolgen of uit te leveren. Japan beschermde de weinige Joden die op Japans of bezet grondgebied waren. Toen de Duitsers de Bulgaarse Joden sterren wilden laten dragen, ging de gehele bevolking deze trots dragen. Ook latere pogingen van de Duitsers en Bulgaarse antisemieten werden geblokkeerd.
Enkele bekende personen die zich actief tegen de Holocaust hebben verzet:
- Hans Calmeyer
- Giorgio Perlasca
- Witold Pilecki
- Oskar Schindler
- Chiune Sugihara
- Raoul Wallenberg

Over de motieven van degenen die actief of passief in verzet kwamen werd en wordt druk gespeculeerd. Oprechte sympathie met de Joodse medemensen en verontwaardiging over hun behandeling zal in de meeste gevallen in meerdere of mindere mate een rol hebben gespeeld. Anderen probeerden hun eigen straatje schoon te houden en wilden niet na de oorlog als oorlogsmisdadiger worden berecht. Weer anderen maakten misbruik van de situatie en verrijkten zich aan de vluchtelingen.

### Nederland
Ruim honderdduizend van de Nederlandse Joden, circa 75% van de Joden die bij het begin van de bezetting in Nederland woonden, overleefden de oorlog niet. Dit percentage was veel hoger dan in bijvoorbeeld België (40%) en Frankrijk (25%). In het maatschappelijk debat wordt vaak aangenomen dat dit primair te wijten is aan de onverschilligheid van de Nederlandse burgers ten aanzien van het lot van hun Joodse landgenoten, maar een geschiedkundige studie van Pim Griffioen en Ron Zeller, Jodenvervolging in Nederland, Frankrijk en België, 1940-1945 (Amsterdam: Boom, 2011) heeft aangetoond dat dit een misverstand is. In feite was er een complexe combinatie van factoren waardoor dit percentage in Nederland zo hoog kwam te liggen. Een belangrijke factor was dat Nederland tijdens de oorlogsjaren een Zivilverwaltung (burgerlijk bestuur) had en geen Militärverwaltung (militair bestuur) zoals in België en Frankrijk. Het burgerlijk bestuur werd daardoor gevormd door ideologisch gedreven SS'ers die voort wilden maken met het helemaal uitroeien van de Joden. Ook al was publiek protest in Nederland groter, met als belangrijkste voorbeeld de Februaristaking, werd dit ook veel harder door de bezetter onderdrukt.
De Nederlandse ambtenaren stelden ook de bevolkingsregisters aan de bezetter ter beschikking. De precieze ambtenaren van de burgerlijke stand noteerden hen zelfs als "geëmigreerd". Voorafgaand aan de analyse van de bevolkingsregisters door de nazi's is door het toenmalige Nederlandse Ministerie van Binnenlandse Zaken een uitgebreid onderzoek gedaan naar de historische herkomst van Nederlandse geslachtsnamen. Familienamen van Nederlandse Joden werden daarin in een aparte sectie opgenomen en verklaard. Van dit onderzoek is nog tijdens de bezetting een samenvatting van de hand van de onderzoekende rijksambtenaar in boekvorm gepubliceerd. Het boek zelf geeft geen duidelijk uitsluitsel over de aanleiding van het onderzoek.
Vijfduizend Roma in Nederland stierven aan de gevolgen van de Porajmos.

### België

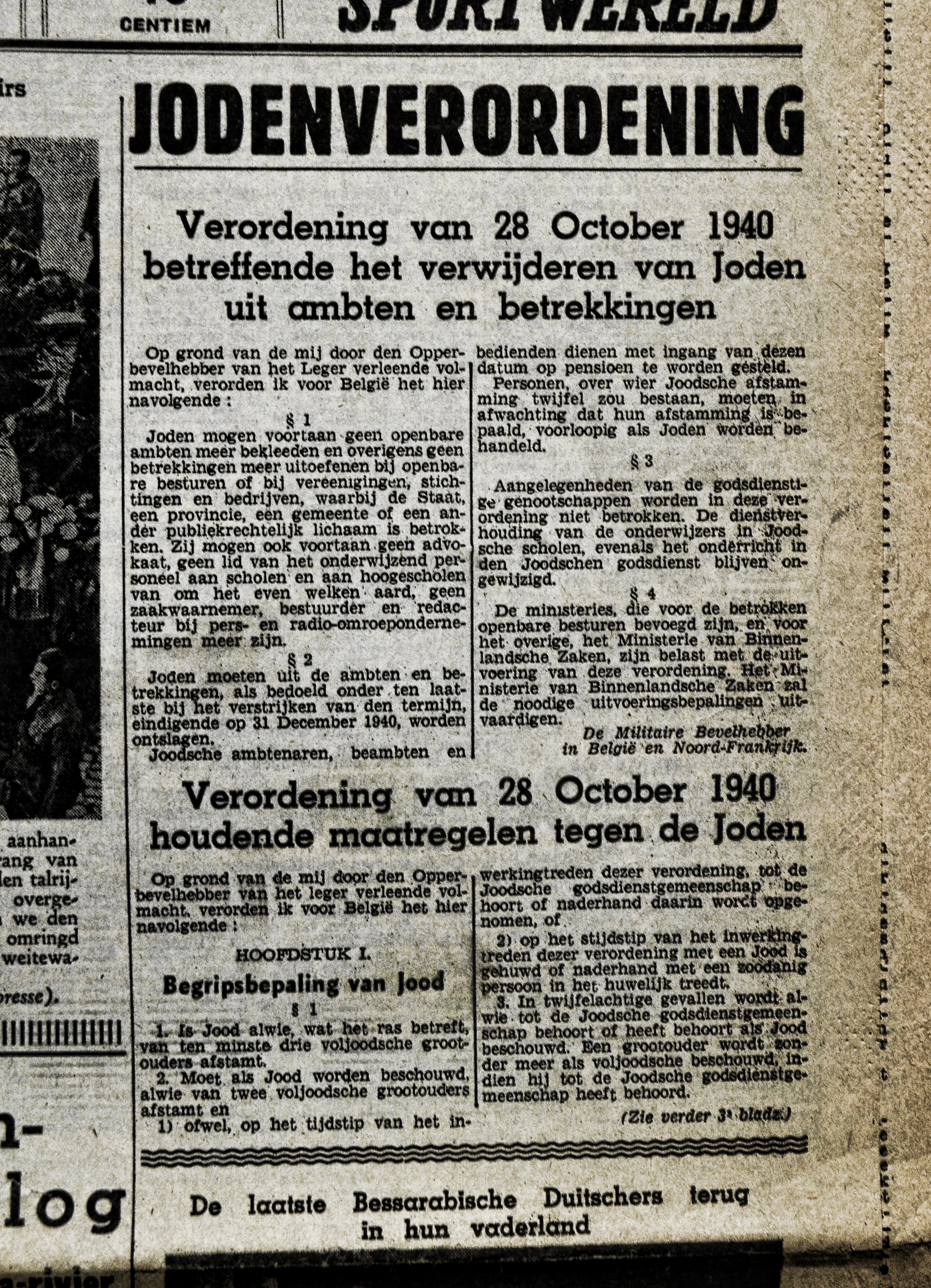
Artikel "Jodenverordering" uit voorpagina Het Algemeen Nieuws (6 november 1940) over Jodenvervolging in België

Ongeveer vijfentwintigduizend Belgische Joden werden het slachtoffer, ongeveer 40% van alle Joden in het land. De meeste Joden waren pas recent naar België verhuisd/gevlucht uit Oost-Europa door toenemend antisemitisme aldaar; zij waren wantrouwender tegenover de overheid dan in Nederland. In tegenstelling tot Nederland was er niet zulk groot publiek protest tegen de Jodenvervolging, maar wel al veel eerder een uitgebreid onderduikersnetwerk, omdat België al in 1941 troepen moest leveren voor de Arbeitseinsatz (gedwongen tewerkstelling in Duitsland), waar ook niet-Joden aan probeerden te ontsnappen. Het relatief kleine aantal was ook ten dele het gevolg van het feit dat België een Militärverwaltung (militair bestuur) had tijdens de Duitse bezetting, dat in de eerste plaats orde en rust wilde handhaven en de Jodenvervolging minder belangrijk vond. Het weliswaar minder sterke protest ertegen had daardoor ook meer effect dan in Nederland. Pas in 1944 werd de administratie omgevormd in een Zivilverwaltung (burgerlijk bestuur). Het doorgangskamp, de Dossinkazerne waar de Joden verzameld werden voordat zij op transport gezet werden naar de vernietigingskampen in Polen, bevond zich te Mechelen, halfweg tussen Antwerpen en Brussel, waar de meeste Joden woonden.

### Luxemburg
Luxemburg stond aanvankelijk onder militaire bezetting, maar deze werd in augustus 1940 vervangen door een civiel bestuur onder Gustav Simon, een met Nederland vergelijkbare situatie. De reden was ideologisch; Luxemburg werd door de nazi's gezien als een etnisch Duits gebied dat bij Duitsland zou moeten worden ingelijfd.
Van de 3800 Joden die in 1940 in Luxemburg verbleven, vluchtten er 2000 direct bij de invasie, zodat er op 10 mei 1940 nog 1800 Joden over waren. Ze werden onderworpen aan beroepsverboden en allerlei andere anti-Joodse maatregelen. Tijdens het eerste bezettingsjaar werden 619 Joden door de Gestapo het land uitgezet en naar Spanje gedeporteerd, maar omdat dat land hen ook niet accepteerde leidde dit ertoe dat ze van hot naar her werden gesleept. Wat met hen is gebeurd is niet duidelijk, maar er is een grote kans dat een deel van hen alsnog om het leven is gekomen door de slechte omstandigheden. 
Vanaf oktober 1941 begon Simons antisemitische beleid gewelddadiger te worden met vernielingen van synagogen en deportaties. Nog eens 683 Joden werden gedeporteerd, waarvan er uiteindelijk slechts 43 terugkeerden. Op 17 juni 1943 verklaarde Simon dat Luxemburg 'judenrein' was. 
Naar schatting 1200 Joodse Luxemburgers hebben de oorlog niet overleefd.

### Frankrijk
In Frankrijk is ongeveer 25% van alle Joden gedeporteerd. Het antisemitisme was in Frankrijk sterker dan in Nederland; zo was er minder publiek protest tegen de vervolgingen en nam het Vichyregime, dat in geheel Frankrijk civiele bevoegdheden behield, allerlei anti-Joodse maatregelen op eigen initiatief. Net als in België hadden de Duitsers in bezet Frankrijk echter een militair bestuur dat aan Jodenvervolging geen prioriteit gaf, terwijl het zuidoosten militair onbezet bleef. Ook verzette het Vichyregime zich toen de nazi's in maart 1943 autochtone Franse Joden wilden deporteren. De militaire bezetter gaf daaraan toe en daardoor reden er maandenlang geen Holocausttreinen vanuit Frankrijk naar het oosten. Allochtone Joden werden daarentegen wel uitgeleverd aan de Duitsers. Na de bezetting van het eerder onbezette deel van Frankrijk in november 1942 (Operatie Anton) vluchtten grote aantallen Joden naar de door de Italianen bezette zone, die echter ook onveilig werd toen de Duitsers hem in september 1943 overnamen. Nadien stonden zowel Franse als allochtone Joden in Frankrijk bloot aan vervolging, tot het Duitse gezag over Frankrijk in de zomer van 1944 ineenstortte. 
Joden in Vichy-Franse kolonieën werden gediscrimineerd en vielen eveneens onder de antisemitische wetgeving, maar ze werden niet gedeporteerd. Uiteindelijk werden alle koloniën door de Vrije Fransen en geallieerden heroverd. Nadien zouden de meeste Joden in deze gebieden zich zo onveilig voelen door toegenomen vijandigheid van de lokale bevolking, dat ze naar Israël, de VS, of Frankrijk zelf migreerden.
De Franse regering heeft lange tijd staande gehouden dat de medewerking van Vichy-Frankrijk ´contre coeur´ (gedwongen, tegen de zin) was, en vrijwillige Franse medewerking aan de Jodenvervolgingen is nog decennia nadien een politiek taboe in Frankrijk gebleven.

### Roemenië

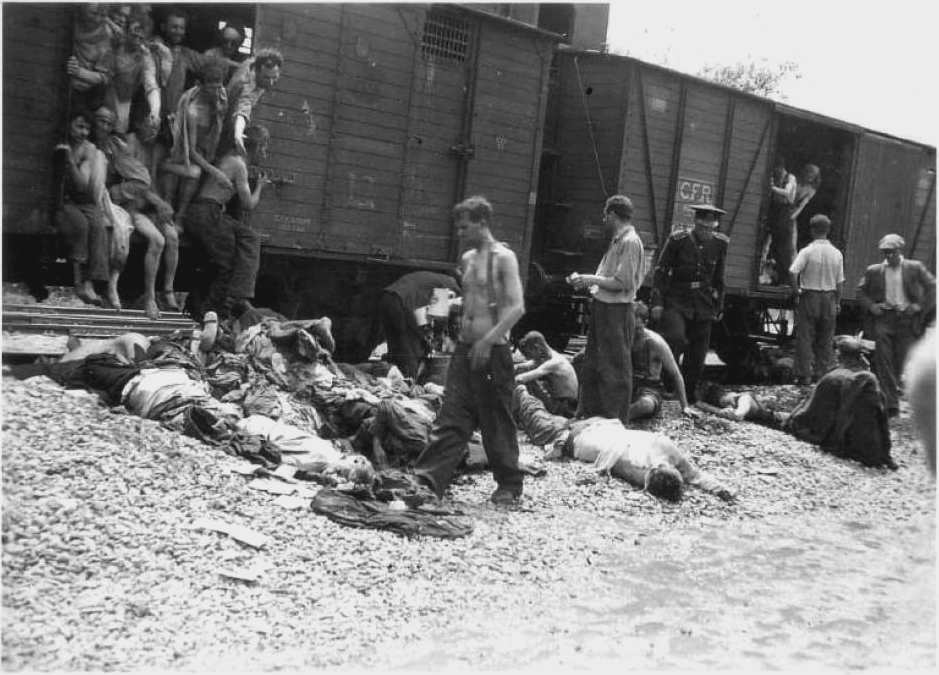
Gevangenen werden in veel te krappe wagons vervoerd. Hier worden Joden uit Iași die onderweg stierven uit de trein gegooid (1 juli 1941).

In Roemenië vormde de radicaal antisemitische IJzeren Garde in 1940 samen met het leger een regering. Dit bewind werd gekenmerkt door geweld tegen Joden, soms met dodelijke afloop. De ordeverstoringen waren zo ernstig dat legerleider maarschalk Ion Antonescu de Garde in 1941 uit de regering zette. Roemenië verbond zich met Duitsland, maar de toestand leek voor de Roemeense Joden te verbeteren, en antisemitische maatregelen werden in Walachije slechts zeer sporadisch ingevoerd. Deze gematigdheid was echter schijn. Antonescu wilde wel degelijk de Joden uit de Roemeense samenleving verwijderen, maar was tegen de gewelddadige plunderingen van de IJzeren Garde die het land ontwrichtten. Hiertoe werkte hij met onder anderen Adolf Eichmann samen. Hoewel Antonescu soms de Duitse transporten tegenhield, stond hij eveneens toe dat honderdduizenden andere Joden wel naar de concentratiekampen werden gestuurd. Met name in het verarmde Moldavië werkte de bevolking bovendien enthousiast mee aan de Jodenvervolging.

### Hongarije
De Holocaust in Hongarije verliep in vier fasen: lichte discriminatie (1920-1938), zware discriminatie (1938-1941), geweld en gedwongen tewerkstelling (1941-1944), actieve uitroeiing (1944-1945). Hongarije was na de Eerste Wereldoorlog sterk ingekrompen waardoor de meeste 'etnisch' niet-Hongaarse bevolkingsgroepen buiten de grenzen terecht kwamen. Hierdoor werden de Joden binnen de nieuwe grenzen de grootste minderheid, met in 1920 5% van de bevolking. Ze vormden een economisch zeer succesvolle minderheid: 60% van alle artsen, 51% van alle advocaten, 39% van alle ingenieurs en scheikundigen buiten overheidsdienst, 34% van alle uitgevers en journalisten, en 29% van alle artiesten identificeerden zich qua religie met het jodendom. Dit veroorzaakte afgunst bij de rest van de bevolking, en de rijksregent Horthy verklaarde openlijk antisemiet te zijn en gaf hen de schuld van de gebiedsafstanden van Hongarije na de Eerste Wereldoorlog. Verder speelde mee dat prominente figuren in de Hongaarse Radenrepubliek, zoals Bela Kun, van (deels) Joodse afkomst waren.
Al in de jaren 20 waren antisemitische maatregelen ingevoerd, waaronder een numerus clausus voor Joden bij universiteitsopleidingen: voortaan mocht maar 5% van alle studenten Joods zijn, in overeenstemming met hun bevolkingspercentage.
Horthy kreeg in de jaren 30 te maken met druk van een steeds sterkere antisemitische oppositie van de Pijlkruisers en kleinere nazipartijen. Om deze groepen de wind uit de zeilen te nemen, begon Horthy een repressiever anti-Joods beleid te voeren. In 1938 volgde op de Neurenberger rassenwetten gebaseerde anti-Joodse wetgeving. De eerste anti-Jodenwet (1938) stelde maximumpercentages voor Joden in bepaalde beroepsgroepen in. De tweede anti-Jodenwet (1939) bepaalde dat mensen met 2 of meer Joodse grootouders als Joods werden aangemerkt, verscherpte de maximumpercentages, weerde hen in het geheel uit de journalistiek en de overheid, en ontzegde hen hun (reeds sterk beperkte) stemrechten. De derde anti-Jodenwet uit 1941 verbood huwelijken en seksueel contact van Joden met niet-Joden.
Toen Hongarije in 1941 actief aan de oorlog ging deelnemen, kwam het tot openlijke gewelddadigheden in de bezette gebieden. Naast andere etnische minderheden werden ook vooral Joden hier regelmatig het slachtoffer van. Hongaarse Joden werden gedwongen tewerkgesteld bij de aanleg en reparatie van infrastructuur in zowel Hongarije zelf als de Sovjet-Unie. Ongeveer 42.000 Joden overleefden dit niet door zowel de slechte omstandigheden als moord door hun Hongaarse bewakers.
Toen Horthy in 1944 zich aan de geallieerden probeerde over te geven werd het land bezet door de Duitsers, die hem dwongen de pro-Duitse Döme Sztojazy tot premier te benoemen en mee te werken aan de deportatie van de Hongaarse Joden. Deze kwamen in maart 1944 op gang, en alleen al tussen 15 mei en 30 juni 1944 werden 400.000 Joden naar de vernietigingskampen afgevoerd. Horthy wist zich van Sztojay te ontdoen maar werd machteloos gemaakt en uiteindelijk gedwongen Ferenc Szálasi, de leider van de fascistische Pijlkruisersbeweging, tot staatshoofd te benoemen, waarna hij werd gedwongen tot aftreden en gevangengezet. Szálasi stuurde, terwijl de Sovjettroepen het oosten van het land binnenvielen en Boedapest belegerden, in samenwerking met Adolf Eichmann in deze laatste oorlogsmaanden nog ongeveer 80.000 Joden naar de vernietigingskampen, waar ze vrijwel allemaal omkwamen. Bovendien werden 15.000 Joden tezamen met communisten en andere tegenstanders direct ter plekke vermoord door de Pijlkruisers.
Uiteindelijk zouden naar verschillende schattingen tussen de 80.000 en 255.000 van de 861.000 Joden in Hongarije en dienst bezette gebieden de oorlog overleven. Hongarije heeft hiermee in Europa een van de laagste overlevingspercentages.

### Baltische staten

##### Inleiding
In de Baltische staten hadden het tsaristische regime en de lokale (vaak Baltisch-Duitse adel) regelmatig gebruik gemaakt van Joodse rentmeesters, omdat Joden als buitenstaanders makkelijker te controleren waren. Dit wekte wrevel op bij de lokale bevolking. Nadien werden de Joden geassocieerd met het communisme omwille van de grote aantallen Joodse leden van de communistische partijen. Lokaal antisemitisme associeerde Joden met de Russische overheersing, en de Duitse bezetters zouden tijdens de bezetting hier gebruik van maken.
Toen de Duitsers de Baltische staten bezetten in 1941, leefde er hoop dat zij hun onafhankelijkheid zouden herstellen. Hoewel de Duitsers dit geenszins van plan waren, steunde een deel van de bevolking hen toch omdat ze hen als het minste van twee kwaden beschouwden. De Duitse legers werden vrijwel direct gevolgd door SD-Einsatzgruppen, die met behulp van lokale collaborateurs direct werk begonnen te maken van de uitroeiing van de Joodse gemeenschappen. Een deel werd ter plekke gedood, een deel werd naar werk- of vernietigingskampen gedeporteerd waar ze omkwamen.
De Holocaust in de Baltische Staten had naar verhouding een van de hoogste sterftepercentages. Dit kwam enerzijds door collaboratie door een deel van de bevolking, en anderzijds omwille van het feit dat de Baltische Staten door de nazi´s als belangrijk gebied voor toekomstige volkshuisvesting zagen.

##### Estland
In Estland bestond een Joodse gemeenschap van 4,300 personen. Hiervan kon het merendeel tijdig wegkomen, maar iets minder dan 1,000 van hen lukte dit niet. Zij werden opgespoord door de SS en Estische collaborateurs. Zij zijn vrijwel allemaal omgekomen, ondanks pogingen van een aantal Esten om hen te beschermen. Ook bestond er een aantal concentratiekampen op Estisch grondgebied.

##### Letland
De SS en Letse collaborateurs hadden te maken met een significant grotere Joodse bevolking dan Estland, ongeveer 93,000 personen. Alleen al in de herfst van 1941 werden 30,000 Joden gedood, waarna de rest werd gedeporteerd naar getto´s, waaronder het getto van Riga. Het getto van Riga werd ook gebruikt om niet-Letse Joden te deporteren; toen dit hierdoor te vol werd, werden in november en december 1941 alle 30,000 Joden gedeporteerd naar de nabije bossen en vermoord, waarna voornamelijk Duitse en Oostenrijkse Joden hun plaats in het getto innamen. Uiteindelijk overleefden 70,000 Letse Joden de oorlog niet. Verder werden ook 2,000 Roma gedood, alsmede 18,000 Letten om uiteenlopende redenen.

##### Litouwen
Litouwen telde naar schatting 210,000 Joden, en gold als een centrum voor Joodse cultuur. In 1939 had Duitsland Litouwen al gedwongen de havenstad Memel af te staan, en de lokale Joodse bevolking van 8,000 personen uitgewezen. De Holocaust verliep hier in drie fasen. In de eerste fase in 1941 werd op grote schaal door de SD en door collaborateurs gemoord. Joden werden niet in ghetto´s of concentratiekampen gevangengezet, maar ter plekke bijeengedreven en gedood. In de tweede fase vertraagde de Holocaust en werden de Joden alsnog in ghetto´s en kampen geconcentreerd om hen in de Duitse oorlogsindustrie tewerk te stellen. In de laatste maanden voor de herovering door de USSR werd opnieuw prioriteit gegeven aan het uitroeien van de Joden, en werden kampen geliquideerd. Uiteindelijk overleefden 190-195,000 Litouwse Joden de oorlog niet. 

### Sovjet-Unie
Hoewel in de Sovjet-Unie antisemitisme voorkwam, werden Joden wettelijk niet gediscrimineerd aangezien dit niet in lijn was met het bolsjewistische gelijkheidsideaal. Er woonden naar schatting ongeveer 4 miljoen Joden in de westelijke gebieden van de Sovjet-Unie die uiteindelijk door Duitsland en dienst bondgenoten zouden worden bezet, het voormalige Paalgebied. Ongeveer 3 miljoen Joden konden tijdig oostwaarts vluchten. Het restant van 1 miljoen stond bloot aan georkestreerde moordpartijen door de zogenaamde Einsatzgruppen. Een deel van de bevolking was op de hand van de Duitse bezetter en steunde deze acties of nam actief deel hierin. Anderzijds waren er ook zeer veel die Joden hielpen. Een deel van de Joden viel ten prooi aan moordpartijen zoals die te Babi Yar, terwijl een ander deel naar de vernietigingskampen werd gestuurd. Veel Joden traden toe tot de partizanen en saboteerde zowel Duitse oorlogs- en bezettingsactiviteiten als maatregelen tegen hun Joodse medeburgers. Schattingen voor het aantal omgekomen Joden in de Sovjet-Unie blijven onduidelijk en lopen ver uiteen; aangenomen wordt dat ten minste 700,000 Joodse Sovjetburgers het leven hebben gelaten.

### Denemarken
In Denemarken was het verzet tegen de deportatie van de Joden het sterkst. Nadat in september 1943 bekend werd dat de deportatie van de Joodse bevolking in Denemarken werd voorbereid, kwam er spontaan een grootscheepse reddingsactie op gang waar alle lagen van de bevolking aan meewerkten. Er werd groot alarm geslagen via synagogen, artsen, pastoors en studenten die weer de Joden inlichtten. De Joden werden verzameld en met alles wat maar wielen had naar de Deense kusten vervoerd. De Joden werden vervolgens door vissers met boten over de Sont naar het neutrale Zweden overgebracht, waarmee de Denen al hadden afgesproken dat zij de Deense Joden op zouden vangen. De Deens-Joodse gemeenschap bestond voor de oorlog uit 8.200 mensen, hiervan overleefde ruim 95% de nazi's. Na de oorlog keerden de Deense Joden terug naar hun thuisland en vonden hun huizen en eigendommen precies zo terug zoals ze ze hadden achtergelaten.

### Kroatië
In Kroatië werden de Joden door het radicaal antisemitische ustašabewind zeer gewelddadig vervolgd. Velen konden echter in de eerste twee bezettingsmaanden ontsnappen, doordat de Kroaten zich eerst concentreerden op de uitroeiing en assimilatie van de Serviërs, van wie er meer dan een half miljoen verdwenen. Veel Joden vluchtten naar de door Italië bezette gebieden, omdat de Italiaanse overheden de antisemitische maatregelen van Mussolini niet of halfhartig uitvoerden. De Joden die bleven, vielen echter ten prooi aan Kroatisch geweld, waarna ze met Duitse efficiëntie naar de kampen werden gestuurd. Toen Italië in 1943 capituleerde, bezette Kroatië deze gebieden alsnog en werden de Joden die niet tijdig konden vluchten alsnog gedeporteerd.

### Italië
Het regime van Benito Mussolini was aanvankelijk niet antisemitisch, en werd dit pas toen Mussolini in het kielzog van Hitler raakte en met de op Duitse leest geïnspireerde rassenwetten van 1938. Aanvankelijk werden buitenlandse joden in kampen opgesloten maar Italiaanse joden met rust gelaten. In Italië weigerden de meeste legerbevelhebbers en politiebeambten de Joden te vervolgen. In door het Italiaanse leger bezette gebieden in Griekenland, Frankrijk en Joegoslavië werden de daar aanwezige joden actief beschermd, en joden vluchtten dan ook naar de Italiaanse bezettingszones. Duitsland ondernam geen serieuze poging om Mussolini over te halen om de Italiaanse Joden over te dragen, maar er was wel ergernis omdat andere Asmogendheden dit Italiaanse beleid volgden.
De meeste slachtoffers vielen na de Italiaanse overgave op 8 september 1943. De Italiaanse bezettingszones werden overgenomen door respectievelijk Duitsland en Kroatië. Joodse vluchtelingen die niet tijdig konden wegkomen werden hier alsnog opgepakt. Joden in Italiaanse gebieden die door de geallieerden werden bezet hadden geluk en overleefden de oorlog. Het resterende deel van Italië viel onder de Italiaanse Sociale Republiek, een Duitse vazalstaat geleid door een marionettenregering met Mussolini aan het hoofd, en repressiever en antisemitischer was dan zijn voorganger. Hoewel een deel van de Italiaanse joden nu alsnog werd opgepakt en gedeporteerd, verliep dit nog steeds inefficient door tegenwerking op lokaal niveau. Aan de andere kant werd er ook wel degelijk door Italianen aan de jodenvervolgingen meegewerkt, iets dat lange tijd is doodgezwegen of ontkend.
Van de bijna zestigduizend Italiaanse Joden voor de oorlog, verloren bijna achtduizend personen het leven, de meesten in concentratiekamp Auschwitz.

### Albanië
Albanië is het enige land waar na de Tweede Wereldoorlog meer Joden woonden dan ervoor. Het land vormde een personele unie met Italië, dat Joden weliswaar discrimineerde maar verder de vervolgingen halfhartig uitvoerde. De Albanese overheid weigerde de namen van de Joodse bevolking aan de Duitse bezetter te overhandigen, en Joodse vluchtelingen uit Oostenrijk en de Balkanlanden werden gastvrij opgevangen.

### Bulgarije
Bulgarije was uit opportunistische overwegingen bondgenoot van Duitsland, en er was ook zeker een antisemitische voedingsbodem aanwezig. Aanvankelijk waren de Bulgaren niet onwelwillend de Duitsers tegemoet te komen. De antisemitische politiek begon met razzia's in de bezette gebieden, waarbij een paar duizend personen naar de concentratiekampen werden gestuurd. In 'oud-Bulgarije' probeerden de antisemieten en Duitsers de Joden Jodensterren te laten dragen, zoals in de rest van Europa. Dit mislukte doordat de gehele bevolking deze trots ging dragen. Een poging om enkele honderden Bulgaarse Joden naar de vernietigingskampen te deporteren strandde bij de Bulgaarse havenstad Samovit: de Bulgaarse bevolking sloeg massaal aan het demonstreren en het transport werd afgelast. Ten slotte, vanaf 1943, blokkeerde de koning persoonlijk pogingen om de Joden te deporteren, mede omdat hij inzag dat de As de oorlog zou gaan verliezen. Datzelfde jaar nog stierf de koning. Velen denken dat hij in werkelijkheid in opdracht van Hitler was vergiftigd, mede naar aanleiding van zijn gebrek aan gehoorzaamheid naar Duitsland waaronder het blokkeren van de Jodenvervolgingen. Bewezen is dit nooit. 

### Japan
In Japan en door Japan bezette gebieden woonden enkele duizenden Joden. China bezat al een kleine Joodse gemeenschap en daarbij kwamen in Mantsjoerije gevestigde Russisch-Joodse handelaren en vluchtelingen. Hoewel Japan een bondgenoot was van nazi-Duitsland volgde het een eigen agenda in Azië, waarin voor antisemitisme geen plaats was. Sterker nog, veel Japanse functionarissen zagen mogelijkheden met hulp van de Joden en Joods kapitaal de bezette gebieden te ontwikkelen. Sommige Chinese en Japanse diplomaten in Europa, zoals Chiune Sugihara, konden tot eind 1940 transitvisa voor Joodse vluchtelingen uitreiken. In de periode 1938 tot eind 1941 arriveerden ongeveer 20.000 Joodse vluchtelingen uit Europa in bezet Shanghai.
Vanaf 1942 werd door Duitsland de druk op Japan vergroot om de in Shanghai aanwezige Joden aan hen uit te leveren dan wel zelf actief aan de Holocaust deel te nemen. Daaraan wenste Japan niet tegemoet te komen, maar het ontwikkelde wel een repressiever beleid tegen Joden. Zo werd in februari 1943 besloten alle Joden die na 1937 in de stad waren aangekomen onder te brengen in wat het Getto van Shanghai zou worden. Ook werd, met name na de Duitse inval in de Sovjet-Unie, meer ruimte gegeven aan antisemitische en anti-sovjetcampagnes van Russische anticommunisten en fascisten in zowel Mantsjoerije als Shanghai. Veel Joden uit Mantsjoerije voelden zich door deze pesterijen bedreigd en kwamen eveneens in Shanghai, en zodoende in het getto, terecht. De omstandigheden voor de Joodse vluchtelingen in het getto waren slecht. In de winter van 1943 was er onvoldoende voedsel. Het getto werd op 3 september 1945 door troepen van Chiang Kai-shek bevrijd. Na de stichting van de staat Israël in 1948 verlieten bijna alle bewoners het getto. Uiteindelijk zijn in het getto ongeveer 2000 personen om het leven gekomen.

### Filipijnen
Op de Filipijnen woonde voor de Tweede Wereldoorlog een kleine Joodse gemeenschap. De eerste Joodse vluchtelingen waren vanaf 1937 Duitse Joden uit Shanghai, gealarmeerd door de Japans-Duitse toenadering en de Japans-Chinese oorlog. De president van het Filipijns Gemenebest, Manuel Quezon, stond Joodse vluchtelingen asiel in de Filipijnen toe. Deze stap was vrij uniek en controversieel daar vrijwel alle andere landen Joodse immigratie niet toestonden en de Filipijnen niet volledig onafhankelijk waren. Ook binnenlands was er kritiek, onder andere van Emilio Aguinaldo die er openlijk antisemitische meningen op nahield. Uiteindelijk bereikten rond de 1,300 vluchtelingen de Filipijnen; de Japanse invasie verhinderde verdere opname van Joodse vluchtelingen.
Ten tijde van de invasie telde de Joodse gemeenschap op de Filipijnen 2,500 zielen. De Japanners zagen Duitse joden als Duitsers en lieten hen met rust, terwijl Joden die connecties met de Amerikaanse regering hadden of anderszins als gevaarlijk werden gezien, werden opgesloten in geïmproviseerde concentratiekampen. De Duitse Joden trachtten nu hun voormalige gastheren te helpen maar kregen het ook steeds moeilijker, vooral toen de Duitsers Japan probeerden over te halen Joden in hun gebieden te interneren. De synagoge van Manila werd gebruikt als wapendepot en uiteindelijk verwoest.
Na de bevrijding verlieten de meeste Joden de Filipijnen weer om naar Amerika of het gloednieuwe Israël te gaan; ongeveer 500 van hen bleven over. De Filipijnen waren de enige Aziatische staat die in de VN voor de stichting van een Joodse staat stemden en bonden in 1957 volledige diplomatieke relaties met Israël aan. Beide landen werken op verschillende gebieden samen. De basis voor deze band was gelegd in de Tweede Wereldoorlog.

## Afloop en nasleep

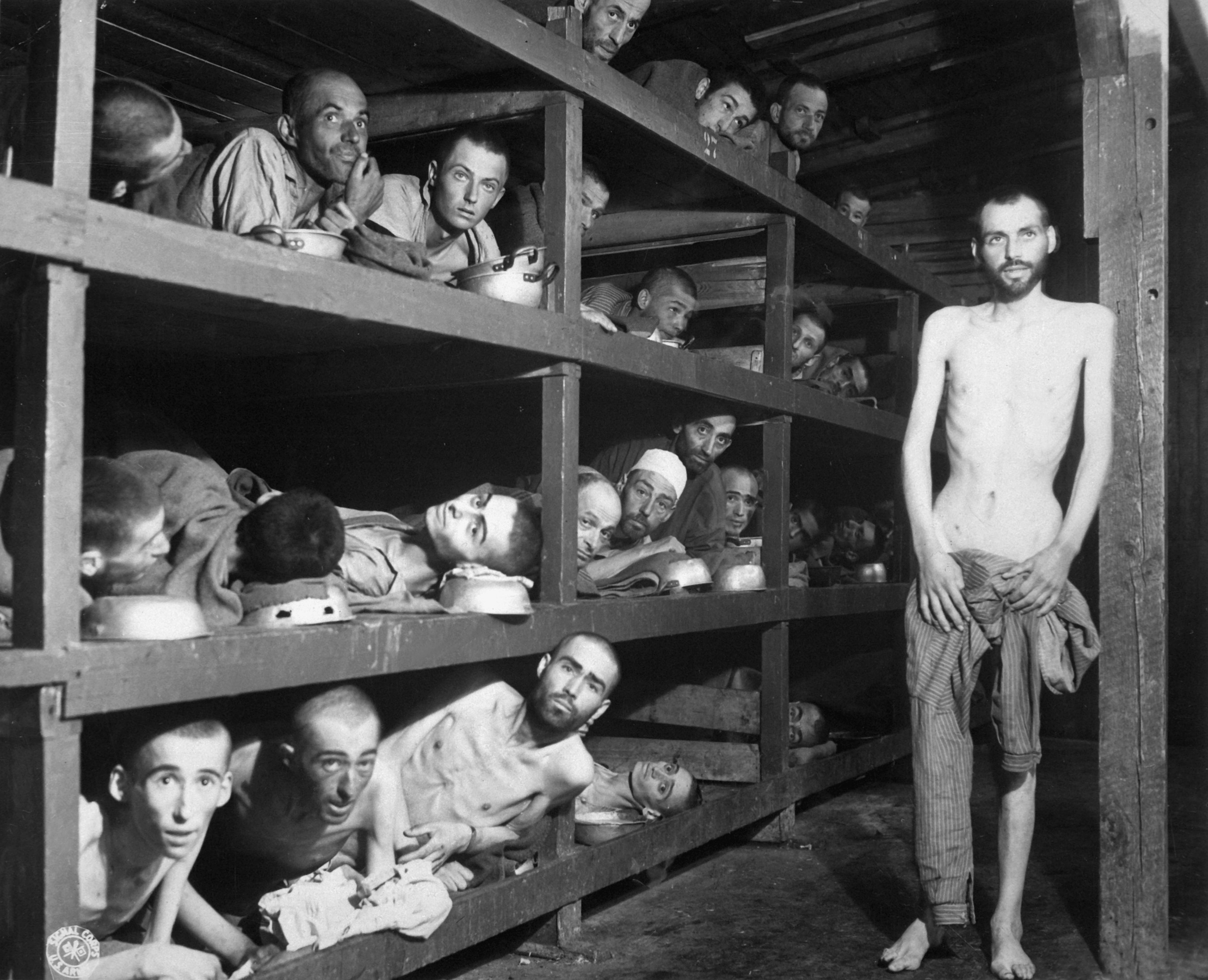
Zwaar ondervoede Joodse gevangenen in Buchenwald bij de bevrijding op 16 april 1945

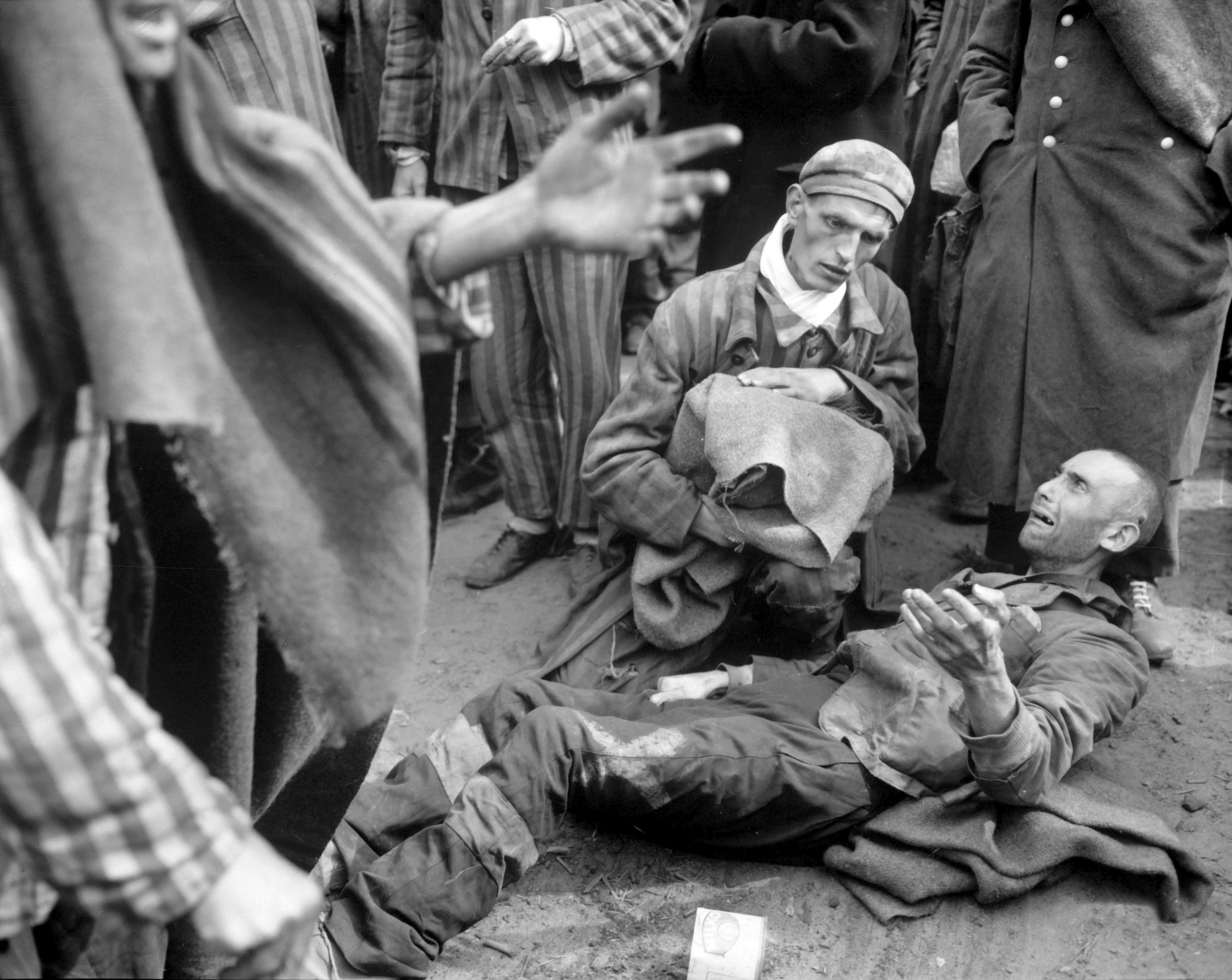
Overlevenden in Wöbbelin

In de loop van 1944 en 1945 werden alle kampen door de geallieerde troepen bevrijd. De gevangenen werden gevoed en medische zorg gegeven, maar verreweg de meesten konden nog niet meteen teruggestuurd worden naar hun vroegere woonplaats door allerlei juridische, logistieke en infrastructurele moeilijkheden. Duizenden overlevenden hebben nog tot 1947 in ontheemdenkampen gezeten tot zij door een land werden opgenomen of uit eigen beweging een nieuw huis en nationaliteit konden verkrijgen.

### Emigratie
Vele Joden wensten niet meer terug te keren naar de samenlevingen waaruit zij waren weggerukt dan wel verstoten en zochten hun heil in de Aliyah Bet: zij trokken weg uit Europa naar het Britse Mandaatgebied Palestina in de hoop daar een natiestaat voor zichzelf te kunnen stichten. Dit leidde echter al snel tot conflicten met de Arabisch-islamitische bevolking van Palestina. VN-resolutie 181 voorzag in een tweestatenoplossing en bij de Oorlog van 1948 wist de nieuw opgerichte Joodse staat Israël ruim zijn deel van het grondgebied te veroveren. Hoewel hierdoor een land voor Joden was gerealiseerd, was hiermee ook het Arabisch-Israëlisch conflict ontstaan.

### Berechting
De geallieerden besloten de belangrijkste leiders van het naziregime gezamenlijk te berechten in de Neurenbergse processen en enkele andere rechtszaken (september 1945 tot december 1949), waarbij het Proces van Neurenberg (20 november 1945 – 1 oktober 1946) 24 kopstukken van de NSDAP aanklaagde. Hiervoor werden de Neurenbergse principes opgesteld, die nodig waren om te stellen dat het internationaal recht boven nationaal recht ging, omdat veel van wat de nazi's hadden gedaan legaal was volgens de toenmalige Duitse wet. Al zou iets naar nationaal recht legaal of niet strafbaar zijn, toch erkende men het bestaan van fundementele 'hogere' principes waar men zich aan diende te houden. Ook werd vastgesteld dat het argument dat 'ik alleen maar bevelen uitvoerde' ("Befehl ist Befehl") iemand niet ontslaat van verantwoordelijkheid voor een misdaad, ook niet wanneer dit bevel afkomstig is van (destijds) bevoegd en erkend gezag.

### Joodse eigendommen
Van degenen die uit de kampen terugkeerden, vonden velen hun huizen bewoond en hun bezittingen onteigend. Maar weinigen lukte het hun bezittingen terug te krijgen en dan ook nog pas na vaak jarenlange processen. Een deel van de joodse vluchtelingen van Duitse afkomst viel ten prooi aan anti-Duitse maatregelen zoals bijvoorbeeld de Benes-decreten in Tsjechoslowakije en Operatie Black Tulip in Nederland.
De Duitse overheid heeft via het Wiedergutmachung-programma betalingen gedaan aan de staat Israël.

### Invloed op internationaal recht
De Holocaust had ook belangrijke internationaalrechtelijke consequenties. Bij het nieuwe wereldwijde politiek overlegorgaan, de Verenigde Naties, werd er een consensus bereikt dat een dergelijke misdaad tegen de menselijkheid nooit meer ongestraft mocht gebeuren. Op 9 december 1948 werd het Genocideverdrag aangenomen door de VN: alle ondertekenende landen verplichtten zichzelf daarmee om militair te interveniëren om een genocide te beëindigen of voorkomen. De Vierde Geneefse Conventie van 1949 legde in meer details vast welke rechten burgers en militairen in een conflict hebben en de plicht van strijdende partijen om zich aan bepaalde normen te houden, die de internationale gemeenschap zou handhaven.

## Naoorlogse discussies
Na de oorlog is er over tal van aspecten van de Holocaust veel wetenschappelijke en maatschappelijke discussie geweest over vragen zoals waarom en hoe deze precies is gebeurd en welke conclusies hieruit getrokken zouden moeten worden.

### Contemporaine kennis van de Holocaust
Een van de grote controverses gaat over welk deel van met name de Duitse bevolking in welke mate al tijdens de oorlog op de hoogte was van de concentratiekampen en wat daar gebeurde. Toen na de oorlog geleidelijk de omvang van de Holocaust aan het licht kwam, zou een deel van de Duitsers hebben gezegd dat ze zich hier niet van bewust waren (Wir haben es nicht gewußt, "Wij wisten het niet"), terwijl ze hier zelf direct of indirect aan hadden meegewerkt.

### Schuldvraag
Nauw verbonden met de vraag naar wie wat wist van de Holocaust, is de vraag wie er precies schuld voor moest dragen (en er dus voor gestraft diende te worden). Volgens de Kollektivschuldthese (geïntroduceerd door Zwitsers psychoanalyticus Carl Gustav Jung) had het gehele Duitse volk schuld, ongeacht of zij het fijne wisten van de systematische vervolgingen van Joden en anderen, laat staan er hun medewerking aan verleenden. Anderen menen dat alleen wie ervan wist en bewust had meegewerkt blaam treft. Daarbij speelt ook het vraagstuk in hoeverre 'Befehl ist befehl' iemand van zijn verantwoordelijkheid kan ontslaan.  De geallieerden besloten in verschillende naoorlogse processen uiteindelijk alleen de absolute top van het naziregime te berechten.
Tijdens het in Jeruzalem gehouden strafproces van Adolf Eichmann, een van de belangrijkste organisatoren van de Holocaust, viel het de Amerikaans-Joodse schrijfster Hannah Arendt op dat Eichmann niet overkwam als een of ander gruwelijk monster, maar als een onbetekenend persoontje, dat niettemin in staat bleek te zijn geweest om de methodes te bedenken waarmee vele miljoenen Joden konden worden omgebracht. De stelling van Arendt over de "banaliteit van het kwaad" is dat het kwaad iets banaals is, iets wat men vaak schouderophalend doet zonder erbij na te denken hoe immoreel men eigenlijk bezig is.

### Schadeleedafhandeling
De West-Duitse autoriteiten hebben na de oorlog compensatieregelingen ontwikkeld om Holocaustslachtoffers en hun nabestaanden hun geleden schade te vergoeden. Wie daar precies voor in aanmerking kwam, en op welke manier, was onderwerp van debat. In de Duitse Democratische Republiek bestond tot 1966 helemaal geen regeling.
De Joods-Amerikaanse politicoloog Norman Finkelstein, zelf een kind van Holocaustoverlevenden, schreef in 2000 het boek De Holocaust-industrie, waarin hij praktijken aan de kaak stelde die zijn bedoeld om misbruik te maken van deze compensatieregelingen. Er zijn volgens hem veel individuen die onterecht beweren slachtoffer of nabestaande te zijn, of hun leed overdrijven voor financieel gewin. Bovendien zou op onrechtvaardige wijze het Europese schuldgevoel voor de Holocaust worden uitgebuit om elke kritiek op Israël of de Amerikaanse Joodse gemeenschap de mond te snoeren. Ook proberen Holocaustmusea het leed van Joden te monopoliseren en andere slachtoffergroepen uit te sluiten.

### Joodse tegoeden
Pas in de jaren negentig kwam in Nederland en daarbuiten de kwestie van de Joodse oorlogstegoeden op de agenda. Er werd onderzoek gedaan naar eigendommen die tijdens de Tweede Wereldoorlog van Joden geroofd waren, naar slapende bankrekeningen en verzekeringspolissen. In Nederland kwam men tot de conclusie dat het in totaal ging om een bedrag van € 346,7 miljoen, maar dat de individuele rechthebbenden op deze gelden of hun nabestaanden niet meer te achterhalen waren. Deze zogenaamde "Stichting Collectieve Maror-gelden marorgelden", genoemd naar het bittere maror, zijn rond het jaar 2000 via een verdeelsleutel aan alle Nederlandse Joden uitgekeerd en deels voor Joods maatschappelijke doeleinden gebruikt.

### Roofkunst
Kunst en andere waardevolle voorwerpen die door in Nederland wonende Joden in opdracht van de nazi's moesten worden ingeleverd bij de Liro-bank, kwamen na de oorlog terecht bij diverse musea en in een enkel geval zelfs bij het koninklijk huis. Tot 2015 is slechts een handvol van deze werken teruggekomen bij de wettelijke erfgenamen. Soms had de gemeente werk gekocht van een NSB'er. Pas 70 jaar na de oorlog ontstond het besef dat gemeentes en musea zelf actief onderzoek hadden moeten doen naar de herkomst van werken die rond deze tijd waren verworven. Een andere in de eenentwintigste eeuw nog steeds lopende kwestie zijn de circa 1200 schilderijen die de Joodse kunsthandelaar Jacques Goudstikker in zijn bezit had en die hij onder dwang moest verkopen aan Hermann Göring. Pas in 2006 besloot de Nederlandse regering om op "morele gronden" 202 werken terug te geven aan de erfgename van Goudstikker, die tijdens zijn vlucht uit Nederland in 1940 overleed. In 2015 is de laatste erfgename van Goudstikker echter nog steeds procedures aan het voeren om de werken, die in allerlei musea binnen en buiten Nederland terecht zijn gekomen, terug te krijgen.

### Holocaustontkenning

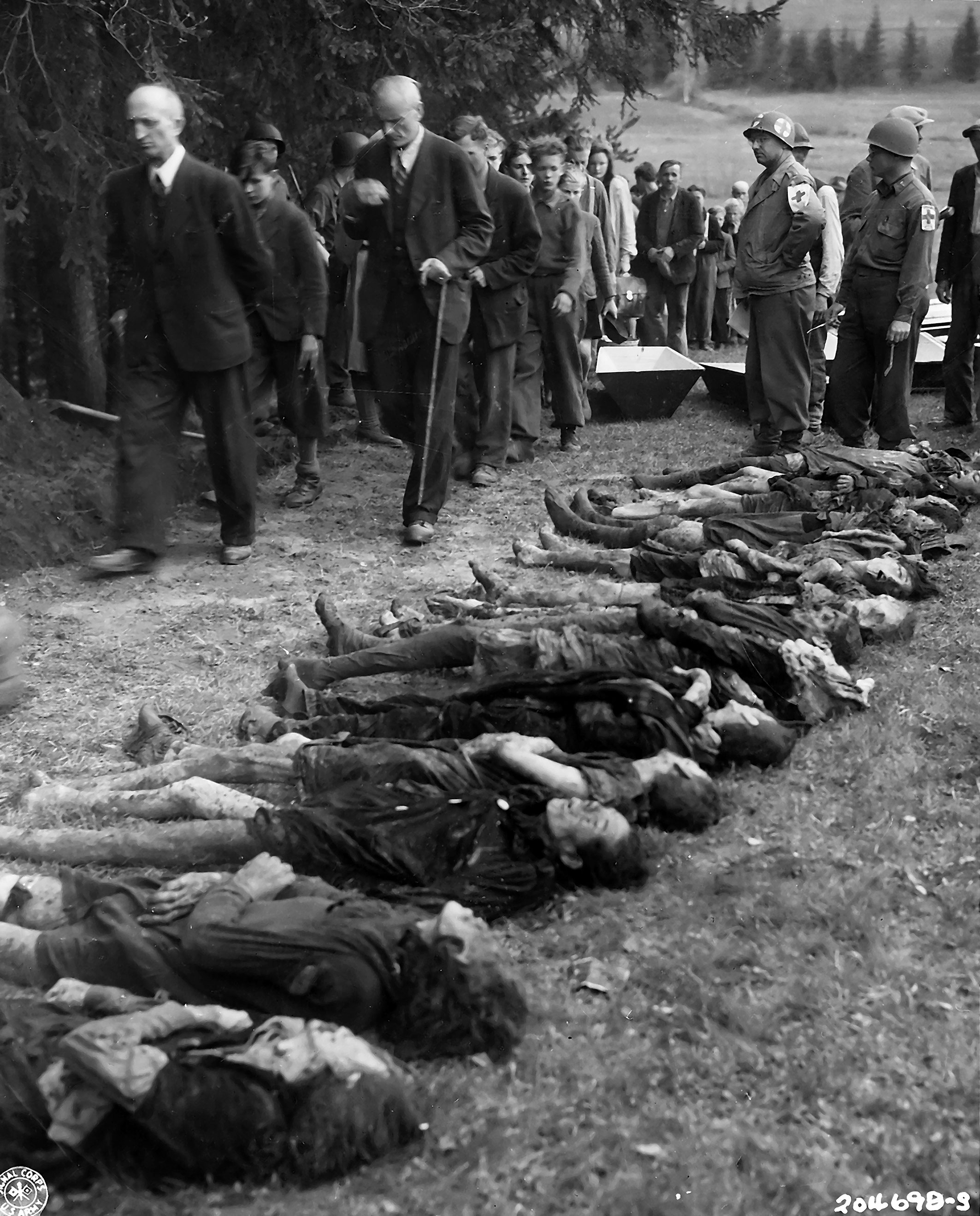
Sudeten-Duitse burgers uit Volary worden door Amerikaanse soldaten gedwongen om langs de lijken van 30 tijdens een dodenmars uitgehongerde Joodse vrouwen te lopen, zodat ze het niet kunnen ontkennen (11 mei 1945).

Bepaalde groepen ontkennen dat de Holocaust heeft plaatsgevonden. Deze Holocaustontkenners worden ook wel negationisten genoemd.
Sommige negationisten beweren dat het aantal Joodse slachtoffers dat traditioneel wordt genoemd incorrect is. Zij zeggen dat er veel minder dan zes miljoen Joden werden gedood en dat de meeste slachtoffers zijn gevallen door verhongering en door uitgebroken ziektes, zoals tyfus en cholera. Ook wordt beweerd dat (zowel mobiele als stationaire) gaskamers enkel gebruikt werden voor desinfectiedoeleinden.
Het ontkennen, bagatelliseren, goedpraten of verheerlijken van de Holocaust is verboden en strafbaar in onder andere Duitsland, België, Frankrijk, Australië, Canada, Zwitserland, Polen, Hongarije en Israël.
In Iran werd daarentegen op 11 en 12 december 2006 een conferentie gehouden over het ontkennen van de Holocaust. De toenmalige president Mahmoud Ahmadinejad had al meerdere malen opmerkingen over de Holocaust gemaakt die in andere landen veroordeeld werden. Aan de conferentie namen ook Joodse intellectuelen deel.

### Historikerstreit
In 1986 ontstond er een felle discussie tussen Duitse historici over hoe de Holocaust in groter historisch verband moest worden geplaatst. Ernst Nolte was van mening dat de goelag-archipel en de massamoorden gepleegd door de Sovjet-Unie even erg waren als de Holocaust en dat het Duitse volk zich eigenlijk niet bijzonder schuldig hoefde te voelen over wat er gebeurd was. Jürgen Habermas was het daar volstrekt niet mee eens en verweet Nolte dat hij de gruwelijkheid van de Holocaust probeerde te bagatelliseren.

## Archieven
De Duitsers hebben zelf archieven bijgehouden van de slachtoffers van de Holocaust. De Duitse archieven zijn bijzonder gedetailleerd omdat de nazi's alle informatie nauwkeurig bijhielden. Veel archief- en ander bewijsmateriaal is vernietigd door de operatie Sonderaktion 1005.
Onder andere het Nederlandse overzicht In memoriam met de namen van 100 duizend vermoorde Joden is hierop gebaseerd. Daarnaast zijn de namen van Joodse slachtoffers opgenomen in het Joods Monument.
In de Duitse stad Bad Arolsen, Hessen, bevindt zich het enorme archief (ongeveer 47 miljoen stukken, ongeveer 6 huizen vol papier). Dit archief bevat informatie over 17,5 miljoen mensen en vult ruim 27 kilometer archiefplanken. Het bestaat uit lijsten, inventarissen, persoonsbeschrijvingen, verslagen van medische experimenten, verordeningen, enz. Met name de hele bureaucratie van terreur die de ordelijke nazi's bijhielden voor hun machinerie van dwangarbeid, deportatie en uitroeiing. Het volledige archief uit de concentratiekampen Buchenwald en Dachau is er te vinden. De ontstellende omvang van de oorlog en de ambtelijk gestuurde Duitse moordmachine wordt er duidelijk.
De "International Tracing Service", een afdeling van het Rode Kruis, beheert de archieven. Deze service werd na de oorlog opgericht om vermiste personen op te sporen. Ze werd vooral gebruikt door overlevenden die bewijsmateriaal nodig hadden om een uitkering te kunnen krijgen. Het archief werd verder gesloten gehouden uit privacy-overwegingen, ook voor onderzoekers omdat de documenten gevoelige informatie bevatten over personen, zoals iemands politieke overtuiging, over Joodse collaborateurs en hoe men daartoe aangezet werd, wie luizen had, welke medische experimenten er werden uitgevoerd, de aard van een mentale handicap, wie beschuldigd werd van homoseksualiteit, incest of pedofilie. Er was ook de Duitse vrees voor rechtsprocedures als die informatie vrij zou komen. De mogelijkheid tot juridische stappen is ondertussen verjaard.
Fundamenteel nieuws dat de geschiedenis van de Holocaust zal bijsturen, wordt niet verwacht bij het raadplegen van het archief door historici. De onderzoekers hopen wel meer details te vinden om de geschiedenis van de gruwel te reconstrueren.
Op 24 april 2007 ratificeerde het Belgisch Parlement het Protocol dat wetenschappers en onderzoekers tot de archieven van de deportatie tijdens de Tweede Wereldoorlog in Bad Arolsen (Duitsland) toegang geeft. Tot de openstelling van de archieven werd beslist na onderhandelingen tussen de lidstaten van de Internationale Commissie van de Internationale Opsporingsdienst. België maakt, samen met Nederland, Luxemburg, Duitsland, Frankrijk, Groot-Brittannië, Italië, Israël, de Verenigde Staten van Amerika, Griekenland en Polen deel uit van deze Internationale Commissie.
Eind november 2007 werd het archief opengesteld voor onderzoekers en voor het algemene publiek.
Op 7 oktober 2013 werden door het Fritz Bauer Institut te Frankfurt de getuigenverklaringen in het eerste in Frankfurt gehouden Auschwitzproces (1963-1965) digitaal beschikbaar gemaakt.
Alfred Wiener bouwde in Berlijn vanaf 1919 een archief op, dat zou uitgroeien tot de Wiener Holocaust Library in Londen.

## Herinneringscultuur

### Herinneringscentra
- België

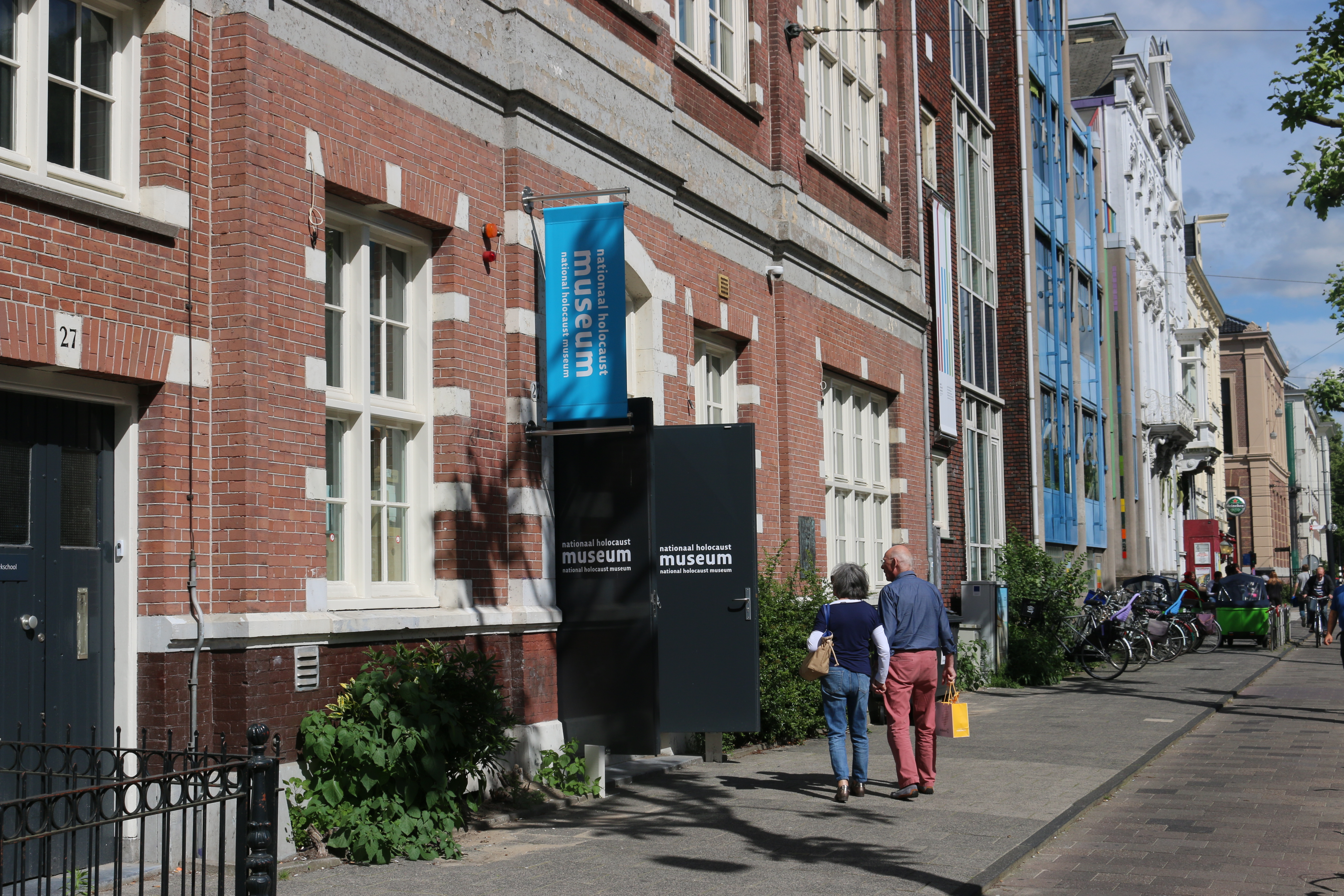
Nationaal Holocaust Museum, Amsterdam

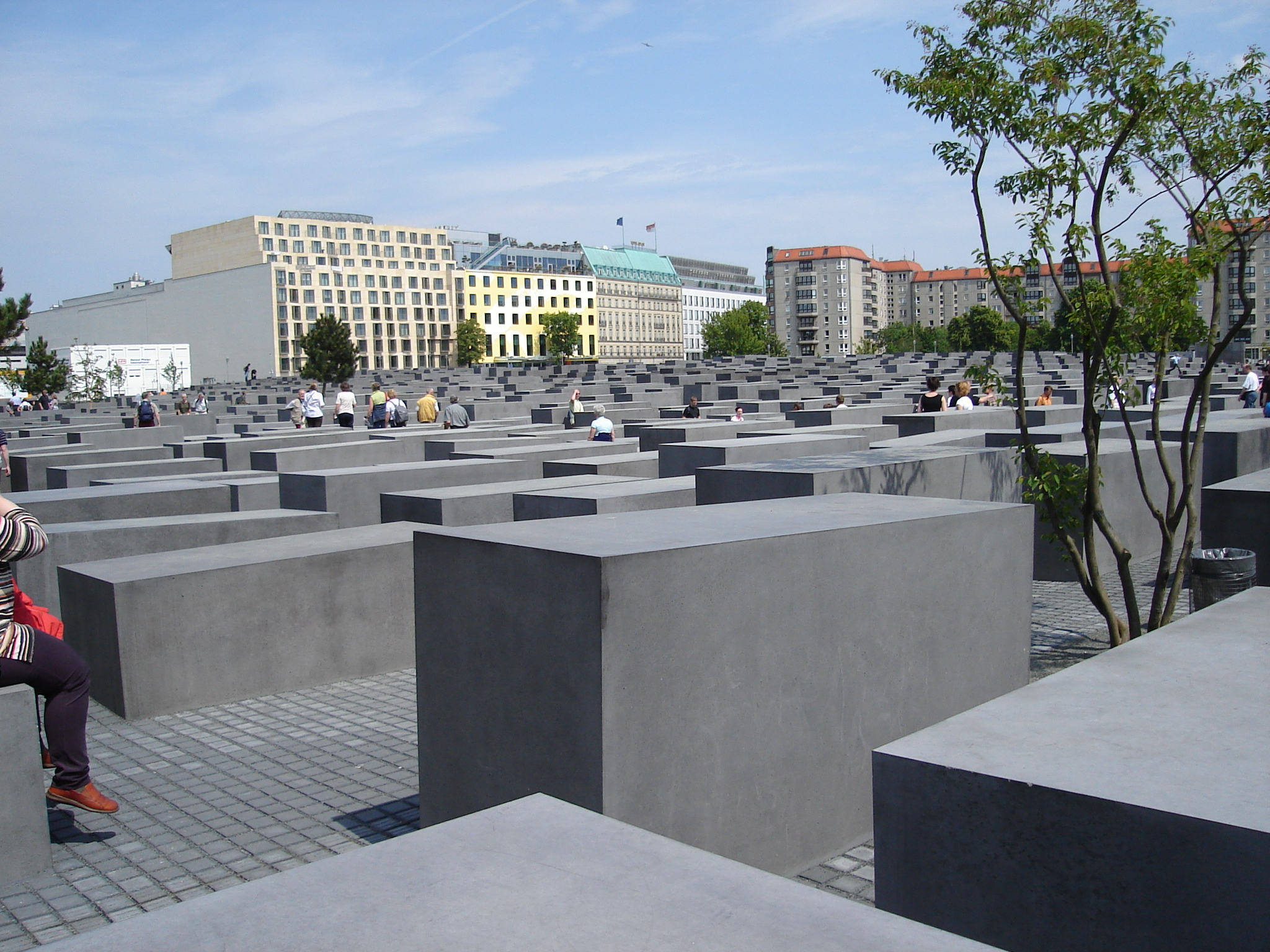
Holocaustmonument in Berlijn

  - Kazerne Dossin - Memoriaal, museum en documentatiecentrum over Holocaust en Mensenrechten in Mechelen
- Nederland
  - Nationaal Holocaust Museum in Amsterdam
  - Anne Frank Huis in Amsterdam
  - Hollandsche Schouwburg in Amsterdam
  - Joods Historisch Museum in Amsterdam
  - Herinneringscentrum Kamp Westerbork in Hooghalen
- Israël
  - Yad Vashem in Jeruzalem
- Verenigde Staten van Amerika
  - United States Holocaust Memorial Museum in Washington D.C.

### Herdenkingen
De Holocaust wordt op verscheidende dagen herdacht:
- Internationale Herdenkingsdag voor de Holocaust (sinds 2006), op 27 januari
- Nationale Holocaust Herdenking of Auschwitzherdenking (sinds 1952), laatste zondag van januari
- Jom Hasjoa (Israël, sinds 1953), elk jaar op 27 nisan, tenzij deze dag voorafgaat aan of volgt op de sjabbat
- Ziua Naţională de Comemorare a Holocaustului (Roemenië, sinds 2004), elk jaar op 9 oktober, begin van de deportaties

## Films en boeken over de Holocaust

### Films, televisieseries en documentaires
- Holocaust (1978) van Gerald Green
- Die Blechtrommel (1979) van Volker Schlöndorff (naar het boek van Günter Grass)
- Sophie's Choice (1982) van Alan J. Pakula
- Au nom de tous les miens (For Those I Loved) (1983) van Robert Enrico (naar het boek van Martin Gray)
- Shoah (1985) van Claude Lanzmann
- Au revoir les enfants (1987) van Louis Malle
- Escape from Sobibor (1987) van Jack Gold
- Schindler's List (1993) van Steven Spielberg
- La Colline aux mille enfants (1994) van Jean-Louis Lorenzi
- La vita è bella (1997) van Roberto Benigni
- Conspiracy (2001) van Frank Pierson
- The Grey Zone (2001) van Tim Blake Nelson
- Amen. (2002) van Costa-Gavras
- The Pianist (2002) van Roman Polański
- Hitler: The Rise of Evil (2003) van Christian Duguay
- Out of the Ashes (2003) van Joseph Sargent
- Auschwitz: The Nazis and 'The Final Solution' (2005) documentaire-serie van de BBC
- Sorstalanság (Fateless) (2005) van Lajos Koltai (naar het boek van Imre Kertész)
- Der letzte Zug (The Last Train) (2006) van Joseph Vilsmaier en Dana Vávrová
- Defiance (2008) van Edward Zwick
- Die Fälscher (2008) van Stefan Ruzowitzky
- The Boy in the Striped Pyjamas (2008) van Mark Herman
- Elle s'appelait Sarah (Sarah's Key) (2010) van Gilles Paquet-Brenner (naar het boek van Tatiana de Rosnay)
- La Rafle (2010) van Rose Bosh
- Süskind (2012) van Rudolf van den Berg
- Saul fia (Son of Saul) (2015) van László Nemes

### Publicaties
- Alle boeken van Elie Wiesel en Imre Kertész hebben als belangrijkste onderwerp de Holocaust, waaronder:
  - Nacht (1955) van Elie Wiesel
  - Dageraad (1960) van Elie Wiesel
  - Dag (1961) van Elie Wiesel
  - Onbepaald door het lot (1975) van Imre Kertész
- Het Achterhuis (1947) van Anne Frank
- Is dit een mens (1947) van Primo Levi
- Het respijt (1963) van Primo Levi
- Maus (1972) van Art Spiegelman
- Sophie's Choice (1979) van William Styron
- Schindler's Ark (1982) van Thomas Keneally
- Strepen aan de hemel (1985) van G.L. Durlacher
- Drenkeling (1987) van G.L. Durlacher
- En de violen zwegen (1988) van Ramati Alexander
- De zoektocht (1991) van G.L. Durlacher
- Quarantaine (1993) van G.L. Durlacher
- Niet verstaan (1995) van G.L. Durlacher
- Les bienveillantes (De welwillenden) (2006) van Jonathan Littell
- Berlin... Endstation (2006) van Edgar Hilsenrath
- Auschwitz. Hoe leg je het uit aan jongeren? (2008), didactisch pakket voor het Vlaams onderwijs - Pol De Grave
- Fugitive pieces (1996) van Anne Michaels